# Grande Fratello VIP (quinta edizione)
La quinta edizione del reality show Grande Fratello VIP è andata in onda in diretta in prima serata su Canale 5 dal 14 settembre 2020 al 1º marzo 2021. È durata 169 giorni, ed è stato condotto per il secondo anno consecutivo da Alfonso Signorini, affiancato dagli opinionisti Pupo ed Antonella Elia.
Le vicende dei concorrenti sono state trasmesse da Canale 5 in prima serata con un doppio appuntamento settimanale: al lunedì e al venerdì (ad eccezione della puntata del 31 dicembre 2020, trasmessa di giovedì), mentre la trasmissione delle strisce quotidiane nel day-time è stata affidata a Canale 5 dal lunedì al venerdì tra le 16:15 e le 16:35, ad Italia 1 dal lunedì al venerdì alle 13:00 e alle 18:00. Inoltre la diretta è visibile su La5 in determinate fasce orarie e su Mediaset Extra in diretta dalle 9:00 alle 6:00 del giorno successivo e in streaming su Mediaset Play con due regie dedicate; il 22 febbraio 2021 è stato annunciato che la diretta sarebbe stata sostituita in via sperimentale da una differita.
Dopo la chiusura della scorsa edizione, avvenuta l'8 aprile 2020 e trasmessa dagli studi di Cologno Monzese (senza pubblico) a causa della pandemia mondiale dovuta al COVID-19, in questa edizione si ritorna al palastudio di Cinecittà. In studio sono presenti gli opinionisti, il conduttore e il pubblico, che solitamente è composto da 320 persone si riduce a 50 persone, sempre rispettando le norme di distanziamento.
Come nella prima edizione del reality, anche in questa troviamo una coppia costituita da madre e figlia cioè Maria Teresa Ruta e sua figlia Guenda Goria che, nel corso della sesta puntata, diventano concorrenti singoli.
La finale del programma, inizialmente fissata per dicembre 2020, è stata posticipata dapprima all'8 febbraio, poi al 1º marzo 2021. È stata trasmessa anche una puntata speciale in onda il 31 dicembre 2020 intitolata Grande Fratello VIP Happy New Year, che va a sostituire il tradizionale Capodanno in musica.
Gli Highlights in ogni puntata sono stati accompagnati dal brano Breaking Me di Topic e A7S.
L'edizione è stata vinta da Tommaso Zorzi.

## La casa
In quest'edizione la casa, come sempre situata a Cinecittà, è caratterizzata da un grande salone. Un'importante novità è la camera notturna personale della concorrente Patrizia De Blanck. Un'altra è la Social Room; presente in studio nelle prime due edizioni, viene inglobata nella Casa e messa a disposizione dei VIP.
In casa è presente il confessionale con una poltrona dorata e rimangono le quattro stanze già presenti nell'edizione precedente: la Glass Room, la Panic Room, la Stanza Super Led e la Mystery Room. Il Privé, invece, viene sostituito dal Cucurio, una rivisitazione del classico tugurio del programma; si tratta una stanza in stato di degrado al cui interno sono allestiti molti orologi a cucù che segnano ognuno un orario differente, eccetto uno solo che i concorrenti dovranno individuare.

## Concorrenti
L'età dei concorrenti si riferisce al momento dell'ingresso nella casa.
| Concorrente          | Età     | Professione                           | Luogo di nascita | Stato                |
| -------------------- | ------- | ------------------------------------- | ---------------- | -------------------- |
| Tommaso Zorzi        | 25 anni | Influencer                            | Milano           | Vincitore            |
| Pierpaolo Pretelli   | 30 anni | Personaggio TV                        | Maratea          | Secondo classificato |
| Stefania Orlando     | 53 anni | Conduttrice TV, cantautrice           | Roma             | Terza classificata   |
| Dayane Mello         | 31 anni | Modella                               | Joinville        | Quarta classificata  |
| Andrea Zelletta      | 27 anni | Modello                               | Taranto          | Eliminato            |
| Samantha de Grenet   | 50 anni | Conduttrice TV                        | Roma             | Eliminata            |
| Rosalinda Cannavò    | 27 anni | Attrice                               | Messina          | Eliminata            |
| Andrea Zenga         | 27 anni | Personal trainer, modello             | Milano           | Eliminato            |
| Giulia Salemi        | 27 anni | Influencer, showgirl                  | Piacenza         | Eliminata            |
| Maria Teresa Ruta    | 60 anni | Showgirl, giornalista, conduttrice TV | Torino           | Eliminata            |
| Alda D'Eusanio       | 70 anni | Giornalista, conduttrice TV           | Tollo            | Espulsa              |
| Carlotta Dell'Isola  | 27 anni | Manager, personaggio TV               | Anzio            | Eliminata            |
| Cecilia Capriotti    | 44 anni | Attrice                               | Ascoli Piceno    | Eliminata            |
| Mario Ermito         | 29 anni | Attore, personaggio TV                | Brindisi         | Eliminato            |
| Giacomo Urtis        | 43 anni | Dermatologo, cantante                 | Caracas          | Eliminato            |
| Sonia Lorenzini      | 31 anni | Influencer                            | Asola            | Eliminata            |
| Cristiano Malgioglio | 75 anni | Cantautore, paroliere, personaggio TV | Ramacca          | Eliminato            |
| Filippo Nardi        | 51 anni | DJ, conduttore TV, personaggio TV     | Londra           | Espulso              |
| Selvaggia Roma       | 31 anni | Influencer                            | Roma             | Eliminata            |
| Elisabetta Gregoraci | 40 anni | Conduttrice TV, attrice               | Soverato         | Ritirata             |
| Francesco Oppini     | 38 anni | Telecronista sportivo                 | Torino           | Ritirato             |
| Enock Barwuah        | 27 anni | Calciatore                            | Brescia          | Eliminato            |
| Patrizia De Blanck   | 79 anni | Personaggio TV, socialite             | Roma             | Eliminata            |
| Massimiliano Morra   | 35 anni | Attore                                | Napoli           | Eliminato            |
| Paolo Brosio         | 64 anni | Giornalista, scrittore                | Asti             | Eliminato            |
| Stefano Bettarini    | 48 anni | Ex-calciatore, personaggio TV         | Forlì            | Espulso              |
| Guenda Goria         | 31 anni | Attrice teatrale                      | Roma             | Eliminata            |
| Matilde Brandi       | 51 anni | Ballerina, showgirl                   | Roma             | Eliminata            |
| Myriam Catania       | 40 anni | Attrice, doppiatrice                  | Roma             | Eliminata            |
| Franceska Pepe       | 28 anni | Modella                               | Sarzana          | Eliminata            |
| Denis Dosio          | 19 anni | Influencer                            | Forlì            | Espulso              |
| Fulvio Abbate        | 63 anni | Scrittore                             | Palermo          | Eliminato            |
| Fausto Leali         | 75 anni | Cantautore                            | Nuvolento        | Espulso              |
| Flavia Vento         | 43 anni | Showgirl                              | Roma             | Ritirata             |

### Ospiti
| Ospite        | Permanenza   | Professione                        | Luogo di nascita |
| ------------- | ------------ | ---------------------------------- | ---------------- |
| Giacomo Urtis | Giorni 64-82 | Chirurgo, cantante, personaggio TV | Caracas          |

## Tabella delle nomination
Legenda
     Concorrente immune dalle nomination
     Concorrente in nomination
     Concorrente salvato
     Concorrente non salvato in una catena di salvataggio
     Concorrente per salvare
     Concorrente direttamente in nomination
     Concorrente candidato alla finale
     Concorrente finalista

|                          | Settimana 1                                        | Settimana 1                                           | Settimana 1                                           | Settimana 2                                           | Settimana 2                                           | Settimana 2                                           | Settimana 2                                           | Settimana 3                                                            | Settimana 3                                                            | Settimana 3                                 | Settimana 3                                 | Settimana 4                                 | Settimana 4                                 | Settimana 4                                        | Settimana 4                                        | Settimana 5                                        | Settimana 5                                        | Settimana 5                                 | Settimana 5                                 | Settimana 6                                    | Settimana 6                                    | Settimana 6                                                 | Settimana 6                                                 | Settimana 7                                                 | Settimana 7                                            | Settimana 7                                            | Settimana 8                                        | Settimana 8                                        | Settimana 8                                               | Settimana 9                                    | Settimana 9                                    | Settimana 9                                    | Settimana 9                                    | Settimana 9                                    | Settimana 10                                   | Settimana 10                                   | Settimana 10                                   | Settimana 10                                   | Settimana 11                                                 | Settimana 11                                                 | Settimana 12                                        | Settimana 12                                        | Settimana 12                                   | Settimana 12                                   | Settimana 13                                   | Settimana 13                                   | Settimana 13                                   | Settimana 13                                   | Settimana 14                                   | Settimana 14                                   | Settimana 14                                      | Settimana 14                                      | Settimana 15                                   | Settimana 15                                   | Settimana 16                                   | Settimana 16                                   | Settimana 16                                   | Settimana 17                                                               | Settimana 17                                                               | Settimana 18                                   | Settimana 18                                   | Settimana 19                                   | Settimana 19                                   | Settimana 20                                   | Settimana 20                                   | Settimana 20                                   | Settimana 20                                   | Settimana 21                                   | Settimana 21                                   | Settimana 21                                   | Settimana 21                                   | Settimana 22                                   | Settimana 22                                   | Settimana 22                                   | Settimana 22                                   | Settimana 22                                   | Settimana 23                                   | Settimana 23                                   | Settimana 23                                   | Settimana 23                                   | Settimana 24                                   | Settimana 24                                   | Settimana 24                                   | Ultima settimana                               | Ultima settimana                               | Numero totale di nomination |
| Giorno 1                 | Giorno 5                                           | Giorno 5                                              | Giorno 8                                              | Giorno 8                                              | Giorno 12                                             | Giorno 12                                             | Giorno 15                                             | Giorno 15                                                              | Giorno 19                                                              | Giorno 19                                   | Giorno 22                                   | Giorno 22                                   | Giorno 26                                   | Giorno 26                                          | Giorno 29                                          | Giorno 29                                          | Giorno 33                                          | Giorno 33                                   | Giorno 36                                   | Giorno 36                                      | Giorno 40                                      | Giorno 40                                                   | Giorno 43                                                   | Giorno 47                                                   | Giorno 47                                              | Giorno 50                                              | Giorno 50                                          | Giorno 54                                          | Giorno 57                                                 | Giorno 57                                      | Giorno 61                                      | Giorno 61                                      | Giorno 61                                      | Giorno 64                                      | Giorno 64                                      | Giorno 68                                      | Giorno 68                                      | Giorno 71                                      | Giorno 71                                                    | Giorno 78                                                    | Giorno 78                                           | Giorno 82                                           | Giorno 82                                      | Giorno 85                                      | Giorno 85                                      | Giorno 89                                      | Giorno 89                                      | Giorno 92                                      | Giorno 92                                      | Giorno 96                                      | Giorno 96                                         | Giorno 99                                         | Giorno 99                                      | Giorno 106                                     | Giorno 106                                     | Giorno 109                                     | Giorno 113                                     | Giorno 113                                                                 | Giorno 120                                                                 | Giorno 120                                     | Giorno 127                                     | Giorno 127                                     | Giorno 134                                     | Giorno 134                                     | Giorno 138                                     | Giorno 138                                     | Giorno 141                                     | Giorno 141                                     | Giorno 145                                     | Giorno 145                                     | Giorno 148                                     | Giorno 148                                     | Giorno 148                                     | Giorno 152                                     | Giorno 152                                     | Giorno 155                                     | Giorno 155                                     | Giorno 159                                     | Giorno 159                                     | Giorno 162                                     | Giorno 166                                     | Giorno 166                                     | Giorno 169                                     | Giorno 169                                     |                                                | Numero totale di nomination |
| ------------------------ | -------------------------------------------------- | ----------------------------------------------------- | ----------------------------------------------------- | ----------------------------------------------------- | ----------------------------------------------------- | ----------------------------------------------------- | ----------------------------------------------------- | ---------------------------------------------------------------------- | ---------------------------------------------------------------------- | ------------------------------------------- | ------------------------------------------- | ------------------------------------------- | ------------------------------------------- | -------------------------------------------------- | -------------------------------------------------- | -------------------------------------------------- | -------------------------------------------------- | ------------------------------------------- | ------------------------------------------- | ---------------------------------------------- | ---------------------------------------------- | ----------------------------------------------------------- | ----------------------------------------------------------- | ----------------------------------------------------------- | ------------------------------------------------------ | ------------------------------------------------------ | -------------------------------------------------- | -------------------------------------------------- | --------------------------------------------------------- | ---------------------------------------------- | ---------------------------------------------- | ---------------------------------------------- | ---------------------------------------------- | ---------------------------------------------- | ---------------------------------------------- | ---------------------------------------------- | ---------------------------------------------- | ---------------------------------------------- | ------------------------------------------------------------ | ------------------------------------------------------------ | --------------------------------------------------- | --------------------------------------------------- | ---------------------------------------------- | ---------------------------------------------- | ---------------------------------------------- | ---------------------------------------------- | ---------------------------------------------- | ---------------------------------------------- | ---------------------------------------------- | ---------------------------------------------- | ------------------------------------------------- | ------------------------------------------------- | ---------------------------------------------- | ---------------------------------------------- | ---------------------------------------------- | ---------------------------------------------- | ---------------------------------------------- | -------------------------------------------------------------------------- | -------------------------------------------------------------------------- | ---------------------------------------------- | ---------------------------------------------- | ---------------------------------------------- | ---------------------------------------------- | ---------------------------------------------- | ---------------------------------------------- | ---------------------------------------------- | ---------------------------------------------- | ---------------------------------------------- | ---------------------------------------------- | ---------------------------------------------- | ---------------------------------------------- | ---------------------------------------------- | ---------------------------------------------- | ---------------------------------------------- | ---------------------------------------------- | ---------------------------------------------- | ---------------------------------------------- | ---------------------------------------------- | ---------------------------------------------- | ---------------------------------------------- | ---------------------------------------------- | ---------------------------------------------- | ---------------------------------------------- | ---------------------------------------------- | ---------------------------------------------- | --------------------------- |
| Preferiti/e della casa   | Nessuno                                            | Nessuno                                               | Nessuno                                               | Denis Elisabetta                                      | Denis Elisabetta                                      | Nessuno                                               | Nessuno                                               | Nessuno                                                                | Nessuno                                                                | Nessuno                                     | Nessuno                                     | Nessuno                                     | Nessuno                                     | Andrea Elisabetta Enock Matilde Patrizia Pierpaolo | Andrea Elisabetta Enock Matilde Patrizia Pierpaolo | Nessuno                                            | Nessuno                                            | Dayane Elisabetta Enock Pierpaolo Matilde   | Dayane Elisabetta Enock Pierpaolo Matilde   | Nessuno                                        | Nessuno                                        | Patrizia Rosalinda Tommaso                                  | Patrizia Rosalinda Tommaso                                  | Nessuno                                                     | Enock Pierpaolo Tommaso                                | Enock Pierpaolo Tommaso                                | Nessuno                                            | Nessuno                                            | Nessuno                                                   | Nessuno                                        | Nessuno                                        | Nessuno                                        | Nessuno                                        | Nessuno                                        | Nessuno                                        | Nessuno                                        | Elisabetta Tommaso                             | Elisabetta Tommaso                             | Nessuno                                                      | Nessuno                                                      | Nessuno                                             | Nessuno                                             | Nessuno                                        | Nessuno                                        | Nessuno                                        | Nessuno                                        | Nessuno                                        | Nessuno                                        | Nessuno                                        | Nessuno                                        | Nessuno                                           | Nessuno                                           | Nessuno                                        | Nessuno                                        | Nessuno                                        | Nessuno                                        | Nessuno                                        | Nessuno                                                                    | Nessuno                                                                    | Nessuno                                        | Nessuno                                        | Nessuno                                        | Nessuno                                        | Nessuno                                        | Nessuno                                        | Nessuno                                        | Nessuno                                        | Nessuno                                        | Nessuno                                        | Nessuno                                        | Nessuno                                        | Nessuno                                        | Nessuno                                        | Nessuno                                        | Nessuno                                        | Nessuno                                        | Nessuno                                        | Nessuno                                        | Nessuno                                        | Nessuno                                        | Nessuno                                        | Nessuno                                        | Nessuno                                        | Nessuno                                        | Nessuno                                        | Numero totale di nomination |
| Preferiti/e del pubblico | Nessuno                                            | Andrea Enock Matilde Patrizia Tommaso                 | Andrea Enock Matilde Patrizia Tommaso                 | Nessuno                                               | Nessuno                                               | Nessuno                                               | Nessuno                                               | Nessuno                                                                | Nessuno                                                                | Nessuno                                     | Nessuno                                     | Nessuno                                     | Nessuno                                     | Nessuno                                            | Nessuno                                            | Andrea Maria Teresa Massimiliano Pierpaolo Tommaso | Andrea Maria Teresa Massimiliano Pierpaolo Tommaso | Nessuno                                     | Nessuno                                     | Guenda Pierpaolo Stefania Tommaso              | Guenda Pierpaolo Stefania Tommaso              | Nessuno                                                     | Nessuno                                                     | Nessuno                                                     | Nessuno                                                | Nessuno                                                | Nessuno                                            | Nessuno                                            | Nessuno                                                   | Nessuno                                        | Nessuno                                        | Nessuno                                        | Nessuno                                        | Nessuno                                        | Nessuno                                        | Nessuno                                        | Nessuno                                        | Nessuno                                        | Nessuno                                                      | Nessuno                                                      | Nessuno                                             | Nessuno                                             | Dayane                                         | Dayane                                         | Rosalinda                                      | Rosalinda                                      | Nessuno                                        | Nessuno                                        | Nessuno                                        | Nessuno                                        | Nessuno                                           | Nessuno                                           | Nessuno                                        | Nessuno                                        | Nessuno                                        | Nessuno                                        | Nessuno                                        | Nessuno                                                                    | Nessuno                                                                    | Nessuno                                        | Nessuno                                        | Nessuno                                        | Nessuno                                        | Nessuno                                        | Nessuno                                        | Nessuno                                        | Nessuno                                        | Nessuno                                        | Nessuno                                        | Nessuno                                        | Nessuno                                        | Nessuno                                        | Nessuno                                        | Nessuno                                        | Nessuno                                        | Nessuno                                        | Nessuno                                        | Nessuno                                        | Nessuno                                        | Nessuno                                        | Nessuno                                        | Nessuno                                        | Nessuno                                        | Nessuno                                        | Nessuno                                        | Numero totale di nomination |
|                          |                                                    |                                                       |                                                       |                                                       |                                                       |                                                       |                                                       |                                                                        |                                                                        |                                             |                                             |                                             |                                             |                                                    |                                                    |                                                    |                                                    |                                             |                                             |                                                |                                                |                                                             |                                                             |                                                             |                                                        |                                                        |                                                    |                                                    |                                                           |                                                |                                                |                                                |                                                |                                                |                                                |                                                |                                                |                                                |                                                              |                                                              |                                                     |                                                     |                                                |                                                |                                                |                                                |                                                |                                                |                                                |                                                |                                                   |                                                   |                                                |                                                |                                                |                                                |                                                |                                                                            |                                                                            |                                                |                                                |                                                |                                                |                                                |                                                |                                                |                                                |                                                |                                                |                                                |                                                |                                                |                                                |                                                |                                                |                                                |                                                |                                                |                                                |                                                |                                                |                                                |                                                |                                                |                                                |                             |
| Tommaso                  | Nominato                                           | Fausto                                                | Fausto                                                | Massimiliano                                          | 0                                                     | Massimiliano                                          | 2                                                     | Denis                                                                  | 1                                                                      | Adua                                        | 4                                           | Adua                                        | 1                                           | Massimiliano                                       | 0                                                  | Matilde                                            | Matilde                                            | Andrea                                      | 0                                           | Elisabetta                                     | Elisabetta                                     | Francesco                                                   | Francesco                                                   | Guenda                                                      | Massimiliano                                           | Massimiliano                                           | Rosalinda                                          | 0                                                  | Stefania                                                  | Andrea                                         | 0                                              | Elisabetta                                     | Patrizia                                       | 1                                              | Enock                                          | 1                                              | Rosalinda                                      | Rosalinda                                      | Andrea                                                       | 0                                                            | Elisabetta                                          | 1                                                   | Rosalinda                                      | 0                                              | Giacomo                                        | 0                                              | Dayane                                         | 1                                              | Stefania                                       | 2                                              | Dayane                                            | 1                                                 | Andrea                                         | 1                                              | Mario                                          | Mario                                          | Mario                                          | Mario                                                                      | 1                                                                          | Carlotta                                       | Carlotta                                       | Carlotta                                       | Non votante                                    | Non candidato                                  | Pierpaolo                                      | Giulia                                         | 1                                              | Giulia                                         | 1                                              | Giulia                                         | 1                                              | Stefania                                       | Maria Teresa                                   | 1                                              | Candidato                                      | Stefania                                       | Samantha                                       | Samantha                                       | Zenga                                          | Zenga                                          | Andrea Samantha                                | Samantha                                       | Nominato                                       | Vincitore (Giorno 169)                         | Vincitore (Giorno 169)                         | 21                          |
| Pierpaolo                | Nominato                                           | Fausto                                                | 0                                                     | Massimiliano                                          | 0                                                     | Massimiliano                                          | 0                                                     | Massimiliano                                                           | 0                                                                      | Franceska                                   | 0                                           | Myriam                                      | Myriam                                      | Maria Teresa                                       | Maria Teresa                                       | Guenda                                             | Guenda                                             | Guenda                                      | 0                                           | Maria Teresa                                   | Maria Teresa                                   | Guenda                                                      | 1                                                           | Nominato                                                    | Maria Teresa                                           | Maria Teresa                                           | Maria Teresa                                       | 1                                                  | Andrea                                                    | Massimiliano                                   | 0                                              | Patrizia                                       | Maria Teresa                                   | 0                                              | Francesco                                      | 1                                              | Dayane                                         | 1                                              | Selvaggia                                                    | 0                                                            | Dayane                                              | 2                                                   | Selvaggia                                      | 3                                              | Maria Teresa                                   | 1                                              | Maria Teresa                                   | 2                                              | Cristiano                                      | 0                                              | Giacomo                                           | 0                                                 | Sonia                                          | 0                                              | Carlotta                                       | Carlotta                                       | Carlotta                                       | Dayane                                                                     | 0                                                                          | Carlotta                                       | Carlotta                                       | Maria Teresa                                   | Non votante                                    | Non candidato                                  | Zenga                                          | Samantha                                       | Samantha                                       | Samantha                                       | Samantha                                       | Giulia                                         | Giulia                                         | In finale                                      | Stefania                                       | Stefania                                       | In finale                                      | In finale                                      | Stefania                                       | Stefania                                       | Rosalinda                                      | Rosalinda                                      | Rosalinda Stefania                             | Samantha                                       | Salvato                                        | Secondo classificato (Giorno 169)              | Secondo classificato (Giorno 169)              | 11                          |
| Stefania                 | Non in casa                                        | Immune                                                | Immune                                                | Franceska                                             | 1                                                     | Myriam                                                | 1                                                     | Maria Teresa & Guenda                                                  | 0                                                                      | Enock                                       | 0                                           | Myriam                                      | 0                                           | Dayane                                             | 4                                                  | Enock                                              | 2                                                  | Andrea                                      | 1                                           | Elisabetta                                     | Elisabetta                                     | Francesco                                                   | 6                                                           | Nominata                                                    | Elisabetta                                             | Elisabetta                                             | Enock                                              | 3                                                  | Nominata                                                  | Dayane                                         | 4                                              | Francesco                                      | Dayane                                         | 1                                              | Patrizia                                       | 1                                              | Rosalinda                                      | 1                                              | Dayane                                                       | 0                                                            | Dayane                                              | 1                                                   | Rosalinda                                      | 3                                              | Giacomo                                        | 2                                              | Dayane                                         | 1                                              | Giacomo                                        | 1                                              | Giacomo                                           | 0                                                 | Samantha                                       | 1                                              | Mario                                          | Mario                                          | Mario                                          | Dayane                                                                     | 1                                                                          | Dayane                                         | 2                                              | Candidata                                      | Maria Teresa                                   | Pierpaolo                                      | Non votante                                    | Samantha                                       | 0                                              | Samantha                                       | 1                                              | Giulia                                         | 0                                              | Maria Teresa                                   | Giulia                                         | 2                                              | Zenga                                          | Non candidata                                  | Giulia                                         | 2                                              | Samantha                                       | 2                                              | Nominata                                       | Samantha                                       | Salvata                                        | Terza classificata (Giorno 169)                | Terza classificata (Giorno 169)                | 44                          |
| Dayane                   | Massimiliano                                       | Fausto                                                | 1                                                     | Massimiliano                                          | 0                                                     | Franceska                                             | 0                                                     | Maria Teresa & Guenda                                                  | 2                                                                      | Andrea                                      | 0                                           | Maria Teresa                                | 0                                           | Stefania                                           | 2                                                  | Guenda                                             | 1                                                  | Guenda                                      | Guenda                                      | Patrizia                                       | 2                                              | Stefania                                                    | 0                                                           | Maria Teresa                                                | Francesco                                              | 1                                                      | Maria Teresa                                       | 1                                                  | Massimiliano                                              | Stefania                                       | 1                                              | Maria Teresa                                   | Elisabetta                                     | 4                                              | Stefania                                       | 2                                              | Stefania                                       | 5                                              | Enock                                                        | 1                                                            | Pierpaolo                                           | 3                                                   | Stefania                                       | Stefania                                       | Andrea                                         | 1                                              | Tommaso                                        | 3                                              | Tommaso                                        | 0                                              | Tommaso                                           | 1                                                 | Tommaso                                        | Tommaso                                        | Giulia                                         | Giulia                                         | Giulia                                         | Stefania                                                                   | 4                                                                          | Stefania                                       | 2                                              | Non candidata                                  | Samantha                                       | Giulia                                         | Tommaso                                        | Giulia                                         | Giulia                                         | Maria Teresa                                   | Maria Teresa                                   | Giulia                                         | Giulia                                         | In finale                                      | Stefania                                       | Stefania                                       | In finale                                      | In finale                                      | Zenga                                          | Zenga                                          | Stefania                                       | Stefania                                       | Rosalinda Stefania                             | Stefania                                       | Salvata                                        | Quarta classificata (Giorno 169)               | Quarta classificata (Giorno 169)               | 37                          |
| Andrea                   | Nominato                                           | Massimiliano                                          | Massimiliano                                          | Massimiliano                                          | 0                                                     | Massimiliano                                          | 0                                                     | Massimiliano                                                           | 0                                                                      | Franceska                                   | 3                                           | Maria Teresa                                | Maria Teresa                                | Maria Teresa                                       | Maria Teresa                                       | Guenda                                             | Guenda                                             | Guenda                                      | 3                                           | Maria Teresa                                   | 0                                              | Stefania                                                    | 0                                                           | Pierpaolo                                                   | Non in casa                                            | Non in casa                                            | Stefania                                           | 0                                                  | Nominato                                                  | Massimiliano                                   | 1                                              | Non salvato                                    | Dayane                                         | Dayane                                         | Tommaso                                        | 0                                              | Dayane                                         | Dayane                                         | Selvaggia                                                    | 1                                                            | Tommaso                                             | 0                                                   | Selvaggia                                      | 0                                              | Dayane                                         | 2                                              | Dayane                                         | 0                                              | Giacomo                                        | 0                                              | Giacomo                                           | 1                                                 | Maria Teresa                                   | 1                                              | Giacomo                                        | Giacomo                                        | Giacomo                                        | Dayane                                                                     | 0                                                                          | Dayane                                         | Dayane                                         | Dayane                                         | Non votante                                    | Candidato                                      | Pierpaolo                                      | Maria Teresa                                   | 0                                              | Maria Teresa                                   | 0                                              | Alda                                           | 1                                              | Rosalinda                                      | Maria Teresa                                   | 1                                              | Candidato                                      | Rosalinda                                      | Giulia                                         | 0                                              | Samantha                                       | 0                                              | Salvato                                        | Samantha                                       | Tommaso                                        | Eliminato (Giorno 169)                         | Eliminato (Giorno 169)                         | 14                          |
| Samantha                 | Non in casa                                        | Non in casa                                           | Non in casa                                           | Non in casa                                           | Non in casa                                           | Non in casa                                           | Non in casa                                           | Non in casa                                                            | Non in casa                                                            | Non in casa                                 | Non in casa                                 | Non in casa                                 | Non in casa                                 | Non in casa                                        | Non in casa                                        | Non in casa                                        | Non in casa                                        | Non in casa                                 | Non in casa                                 | Non in casa                                    | Non in casa                                    | Non in casa                                                 | Non in casa                                                 | Non in casa                                                 | Non in casa                                            | Non in casa                                            | Non in casa                                        | Non in casa                                        | Non in casa                                               | Non in casa                                    | Non in casa                                    | Non in casa                                    | Non in casa                                    | Non in casa                                    | Non in casa                                    | Non in casa                                    | Non in casa                                    | Non in casa                                    | Non in casa                                                  | Non in casa                                                  | Non in casa                                         | Non in casa                                         | Non in casa                                    | Non in casa                                    | Non in casa                                    | Non in casa                                    | Immune                                         | Immune                                         | Immune                                         | Immune                                         | Immune                                            | Immune                                            | Stefania                                       | 2                                              | Giacomo                                        | 1                                              | Giacomo                                        | Giulia                                                                     | 1                                                                          | Maria Teresa                                   | 1                                              | Non candidata                                  | Dayane                                         | Zenga                                          | Non votante                                    | Maria Teresa                                   | 3                                              | Stefania                                       | 3                                              | Maria Teresa                                   | Maria Teresa                                   | Non salvata                                    | Giulia                                         | Giulia                                         | Non candidata                                  | Rosalinda                                      | Giulia                                         | 1                                              | Zenga                                          | 3                                              | Salvata                                        | Stefania                                       | Eliminata (Giorno 166)                         | Eliminata (Giorno 166)                         | Eliminata (Giorno 166)                         | 15                          |
| Rosalinda                | Partecipante con il nome Adua (Giorno 1-36)        | Partecipante con il nome Adua (Giorno 1-36)           | Partecipante con il nome Adua (Giorno 1-36)           | Partecipante con il nome Adua (Giorno 1-36)           | Partecipante con il nome Adua (Giorno 1-36)           | Partecipante con il nome Adua (Giorno 1-36)           | Partecipante con il nome Adua (Giorno 1-36)           | Partecipante con il nome Adua (Giorno 1-36)                            | Partecipante con il nome Adua (Giorno 1-36)                            | Partecipante con il nome Adua (Giorno 1-36) | Partecipante con il nome Adua (Giorno 1-36) | Partecipante con il nome Adua (Giorno 1-36) | Partecipante con il nome Adua (Giorno 1-36) | Partecipante con il nome Adua (Giorno 1-36)        | Partecipante con il nome Adua (Giorno 1-36)        | Partecipante con il nome Adua (Giorno 1-36)        | Partecipante con il nome Adua (Giorno 1-36)        | Partecipante con il nome Adua (Giorno 1-36) | Partecipante con il nome Adua (Giorno 1-36) | Francesco                                      | 0                                              | Francesco                                                   | Francesco                                                   | Pierpaolo                                                   | Francesco                                              | 1                                                      | Patrizia                                           | 2                                                  | Massimiliano                                              | Stefania                                       | 0                                              | Dayane                                         | Francesco                                      | 0                                              | Patrizia                                       | 0                                              | Francesco                                      | 2                                              | Francesco                                                    | 1                                                            | Stefania                                            | 0                                                   | Stefania                                       | 2                                              | Stefania                                       | Stefania                                       | Stefania                                       | 0                                              | Tommaso                                        | Tommaso                                        | Giacomo                                           | 0                                                 | Sonia                                          | 0                                              | Mario                                          | Mario                                          | Mario                                          | Zenga                                                                      | 1                                                                          | Stefania                                       | 1                                              | Candidata                                      | Dayane                                         | Non votante                                    | Non votante                                    | Maria Teresa                                   | 0                                              | Zenga                                          | 1                                              | Alda                                           | 0                                              | Tommaso                                        | Maria Teresa                                   | 0                                              | Stefania                                       | Candidata                                      | Giulia                                         | 0                                              | Stefania                                       | 1                                              | Nominata                                       | Eliminata (Giorno 166)                         | Eliminata (Giorno 166)                         | Eliminata (Giorno 166)                         | Eliminata (Giorno 166)                         | 26                          |
| Zenga                    | Non in casa                                        | Non in casa                                           | Non in casa                                           | Non in casa                                           | Non in casa                                           | Non in casa                                           | Non in casa                                           | Non in casa                                                            | Non in casa                                                            | Non in casa                                 | Non in casa                                 | Non in casa                                 | Non in casa                                 | Non in casa                                        | Non in casa                                        | Non in casa                                        | Non in casa                                        | Non in casa                                 | Non in casa                                 | Non in casa                                    | Non in casa                                    | Non in casa                                                 | Non in casa                                                 | Non in casa                                                 | Non in casa                                            | Non in casa                                            | Non in casa                                        | Non in casa                                        | Non in casa                                               | Non in casa                                    | Non in casa                                    | Non in casa                                    | Non in casa                                    | Non in casa                                    | Non in casa                                    | Non in casa                                    | Non in casa                                    | Non in casa                                    | Non in casa                                                  | Non in casa                                                  | Non in casa                                         | Non in casa                                         | Non in casa                                    | Non in casa                                    | Non in casa                                    | Non in casa                                    | Non in casa                                    | Non in casa                                    | Non in casa                                    | Non in casa                                    | Immune                                            | Immune                                            | Immune                                         | Immune                                         | Giulia                                         | 2                                              | Giulia                                         | Rosalinda                                                                  | 1                                                                          | Cecilia                                        | Cecilia                                        | Samantha                                       | Non votante                                    | Non candidato                                  | Pierpaolo                                      | Carlotta                                       | 0                                              | Rosalinda                                      | 1                                              | Alda                                           | 1                                              | Non salvato                                    | Maria Teresa                                   | Maria Teresa                                   | Giulia                                         | Stefania                                       | Giulia                                         | 1                                              | Samantha                                       | 2                                              | Eliminato (Giorno 162)                         | Eliminato (Giorno 162)                         | Eliminato (Giorno 162)                         | Eliminato (Giorno 162)                         | Eliminato (Giorno 162)                         | 8                           |
| Giulia                   | Non in casa                                        | Non in casa                                           | Non in casa                                           | Non in casa                                           | Non in casa                                           | Non in casa                                           | Non in casa                                           | Non in casa                                                            | Non in casa                                                            | Non in casa                                 | Non in casa                                 | Non in casa                                 | Non in casa                                 | Non in casa                                        | Non in casa                                        | Non in casa                                        | Non in casa                                        | Non in casa                                 | Non in casa                                 | Non in casa                                    | Non in casa                                    | Non in casa                                                 | Non in casa                                                 | Non in casa                                                 | Non in casa                                            | Non in casa                                            | Non in casa                                        | Non in casa                                        | Immune                                                    | Immune                                         | Immune                                         | Immune                                         | Immune                                         | Immune                                         | Patrizia                                       | 0                                              | Francesco                                      | 1                                              | Elisabetta                                                   | 0                                                            | Elisabetta                                          | 1                                                   | Pierpaolo                                      | 0                                              | Andrea                                         | 0                                              | Maria Teresa                                   | 0                                              | Cristiano                                      | 1                                              | Maria Teresa                                      | 1                                                 | Sonia                                          | 0                                              | Zenga                                          | 2                                              | Zenga                                          | Samantha                                                                   | 1                                                                          | Samantha                                       | 1                                              | Candidata                                      | Maria Teresa                                   | Tommaso                                        | Non votante                                    | Carlotta                                       | 2                                              | Tommaso                                        | 1                                              | Tommaso                                        | 2                                              | Salvata                                        | Tommaso                                        | 2                                              | Samantha                                       | Rosalinda                                      | Stefania                                       | 5                                              | Eliminata (Giorno 159)                         | Eliminata (Giorno 159)                         | Eliminata (Giorno 159)                         | Eliminata (Giorno 159)                         | Eliminata (Giorno 159)                         | Eliminata (Giorno 159)                         | Eliminata (Giorno 159)                         | 20                          |
| Maria Teresa             | Non in casa                                        | Partecipante in coppia con Guenda (Giorno 5-19)       | Partecipante in coppia con Guenda (Giorno 5-19)       | Partecipante in coppia con Guenda (Giorno 5-19)       | Partecipante in coppia con Guenda (Giorno 5-19)       | Partecipante in coppia con Guenda (Giorno 5-19)       | Partecipante in coppia con Guenda (Giorno 5-19)       | Partecipante in coppia con Guenda (Giorno 5-19)                        | Partecipante in coppia con Guenda (Giorno 5-19)                        | Andrea                                      | 1                                           | Massimiliano                                | 3                                           | Massimiliano                                       | 7                                                  | Francesco                                          | Francesco                                          | Andrea                                      | 2                                           | Massimiliano                                   | 6                                              | Francesco                                                   | 1                                                           | Nominata                                                    | Massimiliano                                           | 3                                                      | Pierpaolo                                          | 3                                                  | Nominata                                                  | Elisabetta                                     | 0                                              | Stefania                                       | Francesco                                      | 1                                              | Elisabetta                                     | 0                                              | Pierpaolo                                      | 0                                              | Selvaggia                                                    | 0                                                            | Pierpaolo                                           | 0                                                   | Pierpaolo                                      | 0                                              | Giacomo                                        | 1                                              | Pierpaolo                                      | 3                                              | Giacomo                                        | Giacomo                                        | Giulia                                            | 1                                                 | Sonia                                          | 2                                              | Samantha                                       | Samantha                                       | Giacomo                                        | Dayane                                                                     | 1                                                                          | Cecilia                                        | 1                                              | Non candidata                                  | Dayane                                         | Pierpaolo                                      | Non votante                                    | Samantha                                       | 3                                              | Samantha                                       | 2                                              | Andrea                                         | 1                                              | Giulia                                         | Andrea                                         | 4                                              | Eliminata (Giorno 152)                         | Eliminata (Giorno 152)                         | Eliminata (Giorno 152)                         | Eliminata (Giorno 152)                         | Eliminata (Giorno 152)                         | Eliminata (Giorno 152)                         | Eliminata (Giorno 152)                         | Eliminata (Giorno 152)                         | Eliminata (Giorno 152)                         | Eliminata (Giorno 152)                         | Eliminata (Giorno 152)                         | 52                          |
| Alda                     | Non in casa                                        | Non in casa                                           | Non in casa                                           | Non in casa                                           | Non in casa                                           | Non in casa                                           | Non in casa                                           | Non in casa                                                            | Non in casa                                                            | Non in casa                                 | Non in casa                                 | Non in casa                                 | Non in casa                                 | Non in casa                                        | Non in casa                                        | Non in casa                                        | Non in casa                                        | Non in casa                                 | Non in casa                                 | Non in casa                                    | Non in casa                                    | Non in casa                                                 | Non in casa                                                 | Non in casa                                                 | Non in casa                                            | Non in casa                                            | Non in casa                                        | Non in casa                                        | Non in casa                                               | Non in casa                                    | Non in casa                                    | Non in casa                                    | Non in casa                                    | Non in casa                                    | Non in casa                                    | Non in casa                                    | Non in casa                                    | Non in casa                                    | Non in casa                                                  | Non in casa                                                  | Non in casa                                         | Non in casa                                         | Non in casa                                    | Non in casa                                    | Non in casa                                    | Non in casa                                    | Non in casa                                    | Non in casa                                    | Non in casa                                    | Non in casa                                    | Non in casa                                       | Non in casa                                       | Non in casa                                    | Non in casa                                    | Non in casa                                    | Non in casa                                    | Non in casa                                    | Non in casa                                                                | Non in casa                                                                | Non in casa                                    | Non in casa                                    | Non in casa                                    | Non in casa                                    | Non in casa                                    | Non in casa                                    | Immune                                         | Immune                                         | Immune                                         | Immune                                         | Zenga                                          | 3                                              | Espulsa (Giorno 146)                           | Espulsa (Giorno 146)                           | Espulsa (Giorno 146)                           | Espulsa (Giorno 146)                           | Espulsa (Giorno 146)                           | Espulsa (Giorno 146)                           | Espulsa (Giorno 146)                           | Espulsa (Giorno 146)                           | Espulsa (Giorno 146)                           | Espulsa (Giorno 146)                           | Espulsa (Giorno 146)                           | Espulsa (Giorno 146)                           | Espulsa (Giorno 146)                           | Espulsa (Giorno 146)                           | 3                           |
| Carlotta                 | Non in casa                                        | Non in casa                                           | Non in casa                                           | Non in casa                                           | Non in casa                                           | Non in casa                                           | Non in casa                                           | Non in casa                                                            | Non in casa                                                            | Non in casa                                 | Non in casa                                 | Non in casa                                 | Non in casa                                 | Non in casa                                        | Non in casa                                        | Non in casa                                        | Non in casa                                        | Non in casa                                 | Non in casa                                 | Non in casa                                    | Non in casa                                    | Non in casa                                                 | Non in casa                                                 | Non in casa                                                 | Non in casa                                            | Non in casa                                            | Non in casa                                        | Non in casa                                        | Non in casa                                               | Non in casa                                    | Non in casa                                    | Non in casa                                    | Non in casa                                    | Non in casa                                    | Non in casa                                    | Non in casa                                    | Non in casa                                    | Non in casa                                    | Non in casa                                                  | Non in casa                                                  | Non in casa                                         | Non in casa                                         | Non in casa                                    | Non in casa                                    | Non in casa                                    | Non in casa                                    | Non in casa                                    | Non in casa                                    | Non in casa                                    | Non in casa                                    | Immune                                            | Immune                                            | Immune                                         | Immune                                         | Mario                                          | 1                                              | Mario                                          | Maria Teresa                                                               | 0                                                                          | Giulia                                         | 2                                              | Non candidata                                  | Dayane                                         | Zenga                                          | Non votante                                    | Tommaso                                        | 2                                              | Eliminata (Giorno 141)                         | Eliminata (Giorno 141)                         | Eliminata (Giorno 141)                         | Eliminata (Giorno 141)                         | Eliminata (Giorno 141)                         | Eliminata (Giorno 141)                         | Eliminata (Giorno 141)                         | Eliminata (Giorno 141)                         | Eliminata (Giorno 141)                         | Eliminata (Giorno 141)                         | Eliminata (Giorno 141)                         | Eliminata (Giorno 141)                         | Eliminata (Giorno 141)                         | Eliminata (Giorno 141)                         | Eliminata (Giorno 141)                         | Eliminata (Giorno 141)                         | Eliminata (Giorno 141)                         | Eliminata (Giorno 141)                         | 5                           |
| Cecilia                  | Non in casa                                        | Non in casa                                           | Non in casa                                           | Non in casa                                           | Non in casa                                           | Non in casa                                           | Non in casa                                           | Non in casa                                                            | Non in casa                                                            | Non in casa                                 | Non in casa                                 | Non in casa                                 | Non in casa                                 | Non in casa                                        | Non in casa                                        | Non in casa                                        | Non in casa                                        | Non in casa                                 | Non in casa                                 | Non in casa                                    | Non in casa                                    | Non in casa                                                 | Non in casa                                                 | Non in casa                                                 | Non in casa                                            | Non in casa                                            | Non in casa                                        | Non in casa                                        | Non in casa                                               | Non in casa                                    | Non in casa                                    | Non in casa                                    | Non in casa                                    | Non in casa                                    | Non in casa                                    | Non in casa                                    | Non in casa                                    | Non in casa                                    | Non in casa                                                  | Non in casa                                                  | Non in casa                                         | Non in casa                                         | Non in casa                                    | Non in casa                                    | Non in casa                                    | Non in casa                                    | Non in casa                                    | Non in casa                                    | Non in casa                                    | Non in casa                                    | Immune                                            | Immune                                            | Immune                                         | Immune                                         | Mario                                          | 1                                              | Mario                                          | Mario                                                                      | 0                                                                          | Rosalinda                                      | 2                                              | Eliminata (Giorno 127)                         | Eliminata (Giorno 127)                         | Eliminata (Giorno 127)                         | Eliminata (Giorno 127)                         | Eliminata (Giorno 127)                         | Eliminata (Giorno 127)                         | Eliminata (Giorno 127)                         | Eliminata (Giorno 127)                         | Eliminata (Giorno 127)                         | Eliminata (Giorno 127)                         | Eliminata (Giorno 127)                         | Eliminata (Giorno 127)                         | Eliminata (Giorno 127)                         | Eliminata (Giorno 127)                         | Eliminata (Giorno 127)                         | Eliminata (Giorno 127)                         | Eliminata (Giorno 127)                         | Eliminata (Giorno 127)                         | Eliminata (Giorno 127)                         | Eliminata (Giorno 127)                         | Eliminata (Giorno 127)                         | Eliminata (Giorno 127)                         | Eliminata (Giorno 127)                         | Eliminata (Giorno 127)                         | 3                           |
| Mario                    | Non in casa                                        | Non in casa                                           | Non in casa                                           | Non in casa                                           | Non in casa                                           | Non in casa                                           | Non in casa                                           | Non in casa                                                            | Non in casa                                                            | Non in casa                                 | Non in casa                                 | Non in casa                                 | Non in casa                                 | Non in casa                                        | Non in casa                                        | Non in casa                                        | Non in casa                                        | Non in casa                                 | Non in casa                                 | Non in casa                                    | Non in casa                                    | Non in casa                                                 | Non in casa                                                 | Non in casa                                                 | Non in casa                                            | Non in casa                                            | Non in casa                                        | Non in casa                                        | Non in casa                                               | Non in casa                                    | Non in casa                                    | Non in casa                                    | Non in casa                                    | Non in casa                                    | Non in casa                                    | Non in casa                                    | Non in casa                                    | Non in casa                                    | Non in casa                                                  | Non in casa                                                  | Non in casa                                         | Non in casa                                         | Non in casa                                    | Non in casa                                    | Non in casa                                    | Non in casa                                    | Non in casa                                    | Non in casa                                    | Non in casa                                    | Non in casa                                    | Immune                                            | Immune                                            | Immune                                         | Immune                                         | Cecilia                                        | 5                                              | Cecilia                                        | Tommaso                                                                    | 2                                                                          | Eliminato (Giorno 120)                         | Eliminato (Giorno 120)                         | Eliminato (Giorno 120)                         | Eliminato (Giorno 120)                         | Eliminato (Giorno 120)                         | Eliminato (Giorno 120)                         | Eliminato (Giorno 120)                         | Eliminato (Giorno 120)                         | Eliminato (Giorno 120)                         | Eliminato (Giorno 120)                         | Eliminato (Giorno 120)                         | Eliminato (Giorno 120)                         | Eliminato (Giorno 120)                         | Eliminato (Giorno 120)                         | Eliminato (Giorno 120)                         | Eliminato (Giorno 120)                         | Eliminato (Giorno 120)                         | Eliminato (Giorno 120)                         | Eliminato (Giorno 120)                         | Eliminato (Giorno 120)                         | Eliminato (Giorno 120)                         | Eliminato (Giorno 120)                         | Eliminato (Giorno 120)                         | Eliminato (Giorno 120)                         | Eliminato (Giorno 120)                         | Eliminato (Giorno 120)                         | 7                           |
| Giacomo                  | Non in casa                                        | Non in casa                                           | Non in casa                                           | Non in casa                                           | Non in casa                                           | Non in casa                                           | Non in casa                                           | Non in casa                                                            | Non in casa                                                            | Non in casa                                 | Non in casa                                 | Non in casa                                 | Non in casa                                 | Non in casa                                        | Non in casa                                        | Non in casa                                        | Non in casa                                        | Non in casa                                 | Non in casa                                 | Non in casa                                    | Non in casa                                    | Non in casa                                                 | Non in casa                                                 | Non in casa                                                 | Non in casa                                            | Non in casa                                            | Non in casa                                        | Non in casa                                        | Non in casa                                               | Non in casa                                    | Non in casa                                    | Non in casa                                    | Non in casa                                    | Non in casa                                    | Ospite                                         | Ospite                                         | Ospite                                         | Ospite                                         | Ospite                                                       | Ospite                                                       | Ospite                                              | Ospite                                              | Stefania                                       | 0                                              | Stefania                                       | 3                                              | Maria Teresa                                   | 0                                              | Cristiano                                      | 3                                              | Andrea                                            | 4                                                 | Samantha                                       | Samantha                                       | Zenga                                          | 2                                              | Zenga                                          | Eliminato (Giorno 113)                                                     | Eliminato (Giorno 113)                                                     | Eliminato (Giorno 113)                         | Eliminato (Giorno 113)                         | Eliminato (Giorno 113)                         | Eliminato (Giorno 113)                         | Eliminato (Giorno 113)                         | Eliminato (Giorno 113)                         | Eliminato (Giorno 113)                         | Eliminato (Giorno 113)                         | Eliminato (Giorno 113)                         | Eliminato (Giorno 113)                         | Eliminato (Giorno 113)                         | Eliminato (Giorno 113)                         | Eliminato (Giorno 113)                         | Eliminato (Giorno 113)                         | Eliminato (Giorno 113)                         | Eliminato (Giorno 113)                         | Eliminato (Giorno 113)                         | Eliminato (Giorno 113)                         | Eliminato (Giorno 113)                         | Eliminato (Giorno 113)                         | Eliminato (Giorno 113)                         | Eliminato (Giorno 113)                         | Eliminato (Giorno 113)                         | Eliminato (Giorno 113)                         | Eliminato (Giorno 113)                         | Eliminato (Giorno 113)                         | 12                          |
| Sonia                    | Non in casa                                        | Non in casa                                           | Non in casa                                           | Non in casa                                           | Non in casa                                           | Non in casa                                           | Non in casa                                           | Non in casa                                                            | Non in casa                                                            | Non in casa                                 | Non in casa                                 | Non in casa                                 | Non in casa                                 | Non in casa                                        | Non in casa                                        | Non in casa                                        | Non in casa                                        | Non in casa                                 | Non in casa                                 | Non in casa                                    | Non in casa                                    | Non in casa                                                 | Non in casa                                                 | Non in casa                                                 | Non in casa                                            | Non in casa                                            | Non in casa                                        | Non in casa                                        | Non in casa                                               | Non in casa                                    | Non in casa                                    | Non in casa                                    | Non in casa                                    | Non in casa                                    | Non in casa                                    | Non in casa                                    | Non in casa                                    | Non in casa                                    | Non in casa                                                  | Non in casa                                                  | Non in casa                                         | Non in casa                                         | Non in casa                                    | Non in casa                                    | Non in casa                                    | Non in casa                                    | Immune                                         | Immune                                         | Immune                                         | Immune                                         | Immune                                            | Immune                                            | Maria Teresa                                   | 4                                              | Eliminata (Giorno 106)                         | Eliminata (Giorno 106)                         | Eliminata (Giorno 106)                         | Eliminata (Giorno 106)                                                     | Eliminata (Giorno 106)                                                     | Eliminata (Giorno 106)                         | Eliminata (Giorno 106)                         | Eliminata (Giorno 106)                         | Eliminata (Giorno 106)                         | Eliminata (Giorno 106)                         | Eliminata (Giorno 106)                         | Eliminata (Giorno 106)                         | Eliminata (Giorno 106)                         | Eliminata (Giorno 106)                         | Eliminata (Giorno 106)                         | Eliminata (Giorno 106)                         | Eliminata (Giorno 106)                         | Eliminata (Giorno 106)                         | Eliminata (Giorno 106)                         | Eliminata (Giorno 106)                         | Eliminata (Giorno 106)                         | Eliminata (Giorno 106)                         | Eliminata (Giorno 106)                         | Eliminata (Giorno 106)                         | Eliminata (Giorno 106)                         | Eliminata (Giorno 106)                         | Eliminata (Giorno 106)                         | Eliminata (Giorno 106)                         | Eliminata (Giorno 106)                         | Eliminata (Giorno 106)                         | Eliminata (Giorno 106)                         | 4                           |
| Cristiano                | Non in casa                                        | Non in casa                                           | Non in casa                                           | Non in casa                                           | Non in casa                                           | Non in casa                                           | Non in casa                                           | Non in casa                                                            | Non in casa                                                            | Non in casa                                 | Non in casa                                 | Non in casa                                 | Non in casa                                 | Non in casa                                        | Non in casa                                        | Non in casa                                        | Non in casa                                        | Non in casa                                 | Non in casa                                 | Non in casa                                    | Non in casa                                    | Non in casa                                                 | Non in casa                                                 | Non in casa                                                 | Non in casa                                            | Non in casa                                            | Non in casa                                        | Non in casa                                        | Non in casa                                               | Non in casa                                    | Non in casa                                    | Non in casa                                    | Non in casa                                    | Non in casa                                    | Non in casa                                    | Non in casa                                    | Non in casa                                    | Non in casa                                    | Non in casa                                                  | Non in casa                                                  | Immune                                              | Immune                                              | Immune                                         | Immune                                         | Immune                                         | Immune                                         | Pierpaolo                                      | 0                                              | Giulia                                         | 3                                              | Eliminato (Giorno 96)                             | Eliminato (Giorno 96)                             | Eliminato (Giorno 96)                          | Eliminato (Giorno 96)                          | Eliminato (Giorno 96)                          | Eliminato (Giorno 96)                          | Eliminato (Giorno 96)                          | Eliminato (Giorno 96)                                                      | Eliminato (Giorno 96)                                                      | Eliminato (Giorno 96)                          | Eliminato (Giorno 96)                          | Eliminato (Giorno 96)                          | Eliminato (Giorno 96)                          | Eliminato (Giorno 96)                          | Eliminato (Giorno 96)                          | Eliminato (Giorno 96)                          | Eliminato (Giorno 96)                          | Eliminato (Giorno 96)                          | Eliminato (Giorno 96)                          | Eliminato (Giorno 96)                          | Eliminato (Giorno 96)                          | Eliminato (Giorno 96)                          | Eliminato (Giorno 96)                          | Eliminato (Giorno 96)                          | Eliminato (Giorno 96)                          | Eliminato (Giorno 96)                          | Eliminato (Giorno 96)                          | Eliminato (Giorno 96)                          | Eliminato (Giorno 96)                          | Eliminato (Giorno 96)                          | Eliminato (Giorno 96)                          | Eliminato (Giorno 96)                          | Eliminato (Giorno 96)                          | Eliminato (Giorno 96)                          | Eliminato (Giorno 96)                          | 3                           |
| Filippo                  | Non in casa                                        | Non in casa                                           | Non in casa                                           | Non in casa                                           | Non in casa                                           | Non in casa                                           | Non in casa                                           | Non in casa                                                            | Non in casa                                                            | Non in casa                                 | Non in casa                                 | Non in casa                                 | Non in casa                                 | Non in casa                                        | Non in casa                                        | Non in casa                                        | Non in casa                                        | Non in casa                                 | Non in casa                                 | Non in casa                                    | Non in casa                                    | Non in casa                                                 | Non in casa                                                 | Non in casa                                                 | Non in casa                                            | Non in casa                                            | Non in casa                                        | Non in casa                                        | Non in casa                                               | Non in casa                                    | Non in casa                                    | Non in casa                                    | Non in casa                                    | Non in casa                                    | Non in casa                                    | Non in casa                                    | Non in casa                                    | Non in casa                                    | Non in casa                                                  | Non in casa                                                  | Non in casa                                         | Non in casa                                         | Non in casa                                    | Non in casa                                    | Non in casa                                    | Non in casa                                    | Immune                                         | Immune                                         | Immune                                         | Immune                                         | Espulso (Giorno 96)                               | Espulso (Giorno 96)                               | Espulso (Giorno 96)                            | Espulso (Giorno 96)                            | Espulso (Giorno 96)                            | Espulso (Giorno 96)                            | Espulso (Giorno 96)                            | Espulso (Giorno 96)                                                        | Espulso (Giorno 96)                                                        | Espulso (Giorno 96)                            | Espulso (Giorno 96)                            | Espulso (Giorno 96)                            | Espulso (Giorno 96)                            | Espulso (Giorno 96)                            | Espulso (Giorno 96)                            | Espulso (Giorno 96)                            | Espulso (Giorno 96)                            | Espulso (Giorno 96)                            | Espulso (Giorno 96)                            | Espulso (Giorno 96)                            | Espulso (Giorno 96)                            | Espulso (Giorno 96)                            | Espulso (Giorno 96)                            | Espulso (Giorno 96)                            | Espulso (Giorno 96)                            | Espulso (Giorno 96)                            | Espulso (Giorno 96)                            | Espulso (Giorno 96)                            | Espulso (Giorno 96)                            | Espulso (Giorno 96)                            | Espulso (Giorno 96)                            | Espulso (Giorno 96)                            | Espulso (Giorno 96)                            | Espulso (Giorno 96)                            | Espulso (Giorno 96)                            | 0                           |
| Selvaggia                | Non in casa                                        | Non in casa                                           | Non in casa                                           | Non in casa                                           | Non in casa                                           | Non in casa                                           | Non in casa                                           | Non in casa                                                            | Non in casa                                                            | Non in casa                                 | Non in casa                                 | Non in casa                                 | Non in casa                                 | Non in casa                                        | Non in casa                                        | Non in casa                                        | Non in casa                                        | Non in casa                                 | Non in casa                                 | Non in casa                                    | Non in casa                                    | Non in casa                                                 | Non in casa                                                 | Non in casa                                                 | Non in casa                                            | Non in casa                                            | Non in casa                                        | Non in casa                                        | Non in casa                                               | Non in casa                                    | Non in casa                                    | Immune                                         | Immune                                         | Immune                                         | Immune                                         | Immune                                         | Immune                                         | Immune                                         | Enock                                                        | 5                                                            | Elisabetta                                          | 0                                                   | Pierpaolo                                      | 2                                              | Pierpaolo                                      | Pierpaolo                                      | Eliminata (Giorno 89)                          | Eliminata (Giorno 89)                          | Eliminata (Giorno 89)                          | Eliminata (Giorno 89)                          | Eliminata (Giorno 89)                             | Eliminata (Giorno 89)                             | Eliminata (Giorno 89)                          | Eliminata (Giorno 89)                          | Eliminata (Giorno 89)                          | Eliminata (Giorno 89)                          | Eliminata (Giorno 89)                          | Eliminata (Giorno 89)                                                      | Eliminata (Giorno 89)                                                      | Eliminata (Giorno 89)                          | Eliminata (Giorno 89)                          | Eliminata (Giorno 89)                          | Eliminata (Giorno 89)                          | Eliminata (Giorno 89)                          | Eliminata (Giorno 89)                          | Eliminata (Giorno 89)                          | Eliminata (Giorno 89)                          | Eliminata (Giorno 89)                          | Eliminata (Giorno 89)                          | Eliminata (Giorno 89)                          | Eliminata (Giorno 89)                          | Eliminata (Giorno 89)                          | Eliminata (Giorno 89)                          | Eliminata (Giorno 89)                          | Eliminata (Giorno 89)                          | Eliminata (Giorno 89)                          | Eliminata (Giorno 89)                          | Eliminata (Giorno 89)                          | Eliminata (Giorno 89)                          | Eliminata (Giorno 89)                          | Eliminata (Giorno 89)                          | Eliminata (Giorno 89)                          | Eliminata (Giorno 89)                          | Eliminata (Giorno 89)                          | Eliminata (Giorno 89)                          | 7                           |
| Elisabetta               | Non in casa                                        | Immune                                                | Immune                                                | Franceska                                             | Franceska                                             | Myriam                                                | 0                                                     | Maria Teresa & Guenda                                                  | 0                                                                      | Tommaso                                     | 0                                           | Myriam                                      | Myriam                                      | Maria Teresa                                       | Maria Teresa                                       | Guenda                                             | 0                                                  | Guenda                                      | Guenda                                      | Maria Teresa                                   | 2                                              | Stefania                                                    | Stefania                                                    | Nominata                                                    | Maria Teresa                                           | 1                                                      | Stefania                                           | 0                                                  | Paolo                                                     | Stefania                                       | 1                                              | Pierpaolo                                      | Dayane                                         | 1                                              | Dayane                                         | 1                                              | Dayane                                         | Dayane                                         | Selvaggia                                                    | 1                                                            | Giulia                                              | 3                                                   | Non votante                                    | Non votante                                    | Ritirata (Giorno 85)                           | Ritirata (Giorno 85)                           | Ritirata (Giorno 85)                           | Ritirata (Giorno 85)                           | Ritirata (Giorno 85)                           | Ritirata (Giorno 85)                           | Ritirata (Giorno 85)                              | Ritirata (Giorno 85)                              | Ritirata (Giorno 85)                           | Ritirata (Giorno 85)                           | Ritirata (Giorno 85)                           | Ritirata (Giorno 85)                           | Ritirata (Giorno 85)                           | Ritirata (Giorno 85)                                                       | Ritirata (Giorno 85)                                                       | Ritirata (Giorno 85)                           | Ritirata (Giorno 85)                           | Ritirata (Giorno 85)                           | Ritirata (Giorno 85)                           | Ritirata (Giorno 85)                           | Ritirata (Giorno 85)                           | Ritirata (Giorno 85)                           | Ritirata (Giorno 85)                           | Ritirata (Giorno 85)                           | Ritirata (Giorno 85)                           | Ritirata (Giorno 85)                           | Ritirata (Giorno 85)                           | Ritirata (Giorno 85)                           | Ritirata (Giorno 85)                           | Ritirata (Giorno 85)                           | Ritirata (Giorno 85)                           | Ritirata (Giorno 85)                           | Ritirata (Giorno 85)                           | Ritirata (Giorno 85)                           | Ritirata (Giorno 85)                           | Ritirata (Giorno 85)                           | Ritirata (Giorno 85)                           | Ritirata (Giorno 85)                           | Ritirata (Giorno 85)                           | Ritirata (Giorno 85)                           | Ritirata (Giorno 85)                           | 10                          |
| Francesco                | Non in casa                                        | Immune                                                | Immune                                                | Fulvio                                                | Fulvio                                                | Massimiliano                                          | 0                                                     | Massimiliano                                                           | 1                                                                      | Adua                                        | 1                                           | Myriam                                      | Myriam                                      | Maria Teresa                                       | 0                                                  | Guenda                                             | 1                                                  | Maria Teresa                                | 1                                           | Maria Teresa                                   | 1                                              | Stefania                                                    | 4                                                           | Nominato                                                    | Dayane                                                 | 3                                                      | Dayane                                             | Dayane                                             | Nominato                                                  | Massimiliano                                   | 1                                              | Tommaso                                        | Dayane                                         | 3                                              | Pierpaolo                                      | 2                                              | Dayane                                         | 2                                              | Rosalinda                                                    | 1                                                            | Dayane                                              | 0                                                   | Ritirato (Giorno 82)                           | Ritirato (Giorno 82)                           | Ritirato (Giorno 82)                           | Ritirato (Giorno 82)                           | Ritirato (Giorno 82)                           | Ritirato (Giorno 82)                           | Ritirato (Giorno 82)                           | Ritirato (Giorno 82)                           | Ritirato (Giorno 82)                              | Ritirato (Giorno 82)                              | Ritirato (Giorno 82)                           | Ritirato (Giorno 82)                           | Ritirato (Giorno 82)                           | Ritirato (Giorno 82)                           | Ritirato (Giorno 82)                           | Ritirato (Giorno 82)                                                       | Ritirato (Giorno 82)                                                       | Ritirato (Giorno 82)                           | Ritirato (Giorno 82)                           | Ritirato (Giorno 82)                           | Ritirato (Giorno 82)                           | Ritirato (Giorno 82)                           | Ritirato (Giorno 82)                           | Ritirato (Giorno 82)                           | Ritirato (Giorno 82)                           | Ritirato (Giorno 82)                           | Ritirato (Giorno 82)                           | Ritirato (Giorno 82)                           | Ritirato (Giorno 82)                           | Ritirato (Giorno 82)                           | Ritirato (Giorno 82)                           | Ritirato (Giorno 82)                           | Ritirato (Giorno 82)                           | Ritirato (Giorno 82)                           | Ritirato (Giorno 82)                           | Ritirato (Giorno 82)                           | Ritirato (Giorno 82)                           | Ritirato (Giorno 82)                           | Ritirato (Giorno 82)                           | Ritirato (Giorno 82)                           | Ritirato (Giorno 82)                           | Ritirato (Giorno 82)                           | Ritirato (Giorno 82)                           | 21                          |
| Enock                    | Nominato                                           | Adua                                                  | Adua                                                  | Adua                                                  | 0                                                     | Massimiliano                                          | 0                                                     | Massimiliano                                                           | 0                                                                      | Maria Teresa                                | 2                                           | Myriam                                      | Myriam                                      | Stefania                                           | Stefania                                           | Guenda                                             | 1                                                  | Guenda                                      | Guenda                                      | Maria Teresa                                   | 0                                              | Stefania                                                    | 0                                                           | Francesco                                                   | Maria Teresa                                           | Maria Teresa                                           | Stefania                                           | 1                                                  | Francesco                                                 | Massimiliano                                   | 0                                              | Salvato                                        | Stefania                                       | 0                                              | Francesco                                      | 1                                              | Dayane                                         | 0                                              | Selvaggia                                                    | 2                                                            | Eliminato (Giorno 78)                               | Eliminato (Giorno 78)                               | Eliminato (Giorno 78)                          | Eliminato (Giorno 78)                          | Eliminato (Giorno 78)                          | Eliminato (Giorno 78)                          | Eliminato (Giorno 78)                          | Eliminato (Giorno 78)                          | Eliminato (Giorno 78)                          | Eliminato (Giorno 78)                          | Eliminato (Giorno 78)                             | Eliminato (Giorno 78)                             | Eliminato (Giorno 78)                          | Eliminato (Giorno 78)                          | Eliminato (Giorno 78)                          | Eliminato (Giorno 78)                          | Eliminato (Giorno 78)                          | Eliminato (Giorno 78)                                                      | Eliminato (Giorno 78)                                                      | Eliminato (Giorno 78)                          | Eliminato (Giorno 78)                          | Eliminato (Giorno 78)                          | Eliminato (Giorno 78)                          | Eliminato (Giorno 78)                          | Eliminato (Giorno 78)                          | Eliminato (Giorno 78)                          | Eliminato (Giorno 78)                          | Eliminato (Giorno 78)                          | Eliminato (Giorno 78)                          | Eliminato (Giorno 78)                          | Eliminato (Giorno 78)                          | Eliminato (Giorno 78)                          | Eliminato (Giorno 78)                          | Eliminato (Giorno 78)                          | Eliminato (Giorno 78)                          | Eliminato (Giorno 78)                          | Eliminato (Giorno 78)                          | Eliminato (Giorno 78)                          | Eliminato (Giorno 78)                          | Eliminato (Giorno 78)                          | Eliminato (Giorno 78)                          | Eliminato (Giorno 78)                          | Eliminato (Giorno 78)                          | Eliminato (Giorno 78)                          | Eliminato (Giorno 78)                          | 7                           |
| Patrizia                 | Tommaso                                            | Fausto                                                | Fausto                                                | Matilde                                               | 1                                                     | Adua                                                  | 0                                                     | Adua                                                                   | 0                                                                      | Tommaso                                     | 0                                           | Myriam                                      | 0                                           | Stefania                                           | Stefania                                           | Dayane                                             | 0                                                  | Adua                                        | 0                                           | Dayane                                         | 1                                              | Stefania                                                    | Stefania                                                    | Elisabetta                                                  | Rosalinda                                              | 0                                                      | Rosalinda                                          | 1                                                  | Maria Teresa                                              | Stefania                                       | 0                                              | Enock                                          | Tommaso                                        | 1                                              | Dayane                                         | 3                                              | Giulia                                         | Giulia                                         | Eliminata (Giorno 71)                                        | Eliminata (Giorno 71)                                        | Eliminata (Giorno 71)                               | Eliminata (Giorno 71)                               | Eliminata (Giorno 71)                          | Eliminata (Giorno 71)                          | Eliminata (Giorno 71)                          | Eliminata (Giorno 71)                          | Eliminata (Giorno 71)                          | Eliminata (Giorno 71)                          | Eliminata (Giorno 71)                          | Eliminata (Giorno 71)                          | Eliminata (Giorno 71)                             | Eliminata (Giorno 71)                             | Eliminata (Giorno 71)                          | Eliminata (Giorno 71)                          | Eliminata (Giorno 71)                          | Eliminata (Giorno 71)                          | Eliminata (Giorno 71)                          | Eliminata (Giorno 71)                                                      | Eliminata (Giorno 71)                                                      | Eliminata (Giorno 71)                          | Eliminata (Giorno 71)                          | Eliminata (Giorno 71)                          | Eliminata (Giorno 71)                          | Eliminata (Giorno 71)                          | Eliminata (Giorno 71)                          | Eliminata (Giorno 71)                          | Eliminata (Giorno 71)                          | Eliminata (Giorno 71)                          | Eliminata (Giorno 71)                          | Eliminata (Giorno 71)                          | Eliminata (Giorno 71)                          | Eliminata (Giorno 71)                          | Eliminata (Giorno 71)                          | Eliminata (Giorno 71)                          | Eliminata (Giorno 71)                          | Eliminata (Giorno 71)                          | Eliminata (Giorno 71)                          | Eliminata (Giorno 71)                          | Eliminata (Giorno 71)                          | Eliminata (Giorno 71)                          | Eliminata (Giorno 71)                          | Eliminata (Giorno 71)                          | Eliminata (Giorno 71)                          | Eliminata (Giorno 71)                          | Eliminata (Giorno 71)                          | 7                           |
| Massimiliano             | Nominato                                           | Dayane                                                | 3                                                     | Matilde                                               | 5                                                     | Tommaso                                               | 6                                                     | Francesco                                                              | 4                                                                      | Myriam                                      | Myriam                                      | Myriam                                      | 3                                           | Maria Teresa                                       | 2                                                  | Stefania                                           | Stefania                                           | Guenda                                      | 0                                           | Maria Teresa                                   | 1                                              | Maria Teresa                                                | 0                                                           | Pierpaolo                                                   | Francesco                                              | 2                                                      | Maria Teresa                                       | Maria Teresa                                       | Nominato                                                  | Francesco                                      | 4                                              | Rosalinda                                      | Francesco                                      | Francesco                                      | Eliminato (Giorno 64)                          | Eliminato (Giorno 64)                          | Eliminato (Giorno 64)                          | Eliminato (Giorno 64)                          | Eliminato (Giorno 64)                                        | Eliminato (Giorno 64)                                        | Eliminato (Giorno 64)                               | Eliminato (Giorno 64)                               | Eliminato (Giorno 64)                          | Eliminato (Giorno 64)                          | Eliminato (Giorno 64)                          | Eliminato (Giorno 64)                          | Eliminato (Giorno 64)                          | Eliminato (Giorno 64)                          | Eliminato (Giorno 64)                          | Eliminato (Giorno 64)                          | Eliminato (Giorno 64)                             | Eliminato (Giorno 64)                             | Eliminato (Giorno 64)                          | Eliminato (Giorno 64)                          | Eliminato (Giorno 64)                          | Eliminato (Giorno 64)                          | Eliminato (Giorno 64)                          | Eliminato (Giorno 64)                                                      | Eliminato (Giorno 64)                                                      | Eliminato (Giorno 64)                          | Eliminato (Giorno 64)                          | Eliminato (Giorno 64)                          | Eliminato (Giorno 64)                          | Eliminato (Giorno 64)                          | Eliminato (Giorno 64)                          | Eliminato (Giorno 64)                          | Eliminato (Giorno 64)                          | Eliminato (Giorno 64)                          | Eliminato (Giorno 64)                          | Eliminato (Giorno 64)                          | Eliminato (Giorno 64)                          | Eliminato (Giorno 64)                          | Eliminato (Giorno 64)                          | Eliminato (Giorno 64)                          | Eliminato (Giorno 64)                          | Eliminato (Giorno 64)                          | Eliminato (Giorno 64)                          | Eliminato (Giorno 64)                          | Eliminato (Giorno 64)                          | Eliminato (Giorno 64)                          | Eliminato (Giorno 64)                          | Eliminato (Giorno 64)                          | Eliminato (Giorno 64)                          | Eliminato (Giorno 64)                          | Eliminato (Giorno 64)                          | 29                          |
| Paolo                    | Non in casa                                        | Non in casa                                           | Non in casa                                           | Non in casa                                           | Non in casa                                           | Non in casa                                           | Non in casa                                           | Non in casa                                                            | Non in casa                                                            | Non in casa                                 | Non in casa                                 | Non in casa                                 | Non in casa                                 | Non in casa                                        | Non in casa                                        | Non in casa                                        | Non in casa                                        | Non in casa                                 | Non in casa                                 | Non in casa                                    | Non in casa                                    | Non in casa                                                 | Non in casa                                                 | Non in casa                                                 | Immune                                                 | Immune                                                 | Nominato                                           | Nominato                                           | Nominato                                                  | Eliminato (Giorno 57)                          | Eliminato (Giorno 57)                          | Eliminato (Giorno 57)                          | Eliminato (Giorno 57)                          | Eliminato (Giorno 57)                          | Eliminato (Giorno 57)                          | Eliminato (Giorno 57)                          | Eliminato (Giorno 57)                          | Eliminato (Giorno 57)                          | Eliminato (Giorno 57)                                        | Eliminato (Giorno 57)                                        | Eliminato (Giorno 57)                               | Eliminato (Giorno 57)                               | Eliminato (Giorno 57)                          | Eliminato (Giorno 57)                          | Eliminato (Giorno 57)                          | Eliminato (Giorno 57)                          | Eliminato (Giorno 57)                          | Eliminato (Giorno 57)                          | Eliminato (Giorno 57)                          | Eliminato (Giorno 57)                          | Eliminato (Giorno 57)                             | Eliminato (Giorno 57)                             | Eliminato (Giorno 57)                          | Eliminato (Giorno 57)                          | Eliminato (Giorno 57)                          | Eliminato (Giorno 57)                          | Eliminato (Giorno 57)                          | Eliminato (Giorno 57)                                                      | Eliminato (Giorno 57)                                                      | Eliminato (Giorno 57)                          | Eliminato (Giorno 57)                          | Eliminato (Giorno 57)                          | Eliminato (Giorno 57)                          | Eliminato (Giorno 57)                          | Eliminato (Giorno 57)                          | Eliminato (Giorno 57)                          | Eliminato (Giorno 57)                          | Eliminato (Giorno 57)                          | Eliminato (Giorno 57)                          | Eliminato (Giorno 57)                          | Eliminato (Giorno 57)                          | Eliminato (Giorno 57)                          | Eliminato (Giorno 57)                          | Eliminato (Giorno 57)                          | Eliminato (Giorno 57)                          | Eliminato (Giorno 57)                          | Eliminato (Giorno 57)                          | Eliminato (Giorno 57)                          | Eliminato (Giorno 57)                          | Eliminato (Giorno 57)                          | Eliminato (Giorno 57)                          | Eliminato (Giorno 57)                          | Eliminato (Giorno 57)                          | Eliminato (Giorno 57)                          | Eliminato (Giorno 57)                          | 0                           |
| Stefano                  | Non in casa                                        | Non in casa                                           | Non in casa                                           | Non in casa                                           | Non in casa                                           | Non in casa                                           | Non in casa                                           | Non in casa                                                            | Non in casa                                                            | Non in casa                                 | Non in casa                                 | Non in casa                                 | Non in casa                                 | Non in casa                                        | Non in casa                                        | Non in casa                                        | Non in casa                                        | Non in casa                                 | Non in casa                                 | Non in casa                                    | Non in casa                                    | Non in casa                                                 | Non in casa                                                 | Non in casa                                                 | Non in casa                                            | Non in casa                                            | Non in casa                                        | Non in casa                                        | Immune                                                    | Espulso (Giorno 57)                            | Espulso (Giorno 57)                            | Espulso (Giorno 57)                            | Espulso (Giorno 57)                            | Espulso (Giorno 57)                            | Espulso (Giorno 57)                            | Espulso (Giorno 57)                            | Espulso (Giorno 57)                            | Espulso (Giorno 57)                            | Espulso (Giorno 57)                                          | Espulso (Giorno 57)                                          | Espulso (Giorno 57)                                 | Espulso (Giorno 57)                                 | Espulso (Giorno 57)                            | Espulso (Giorno 57)                            | Espulso (Giorno 57)                            | Espulso (Giorno 57)                            | Espulso (Giorno 57)                            | Espulso (Giorno 57)                            | Espulso (Giorno 57)                            | Espulso (Giorno 57)                            | Espulso (Giorno 57)                               | Espulso (Giorno 57)                               | Espulso (Giorno 57)                            | Espulso (Giorno 57)                            | Espulso (Giorno 57)                            | Espulso (Giorno 57)                            | Espulso (Giorno 57)                            | Espulso (Giorno 57)                                                        | Espulso (Giorno 57)                                                        | Espulso (Giorno 57)                            | Espulso (Giorno 57)                            | Espulso (Giorno 57)                            | Espulso (Giorno 57)                            | Espulso (Giorno 57)                            | Espulso (Giorno 57)                            | Espulso (Giorno 57)                            | Espulso (Giorno 57)                            | Espulso (Giorno 57)                            | Espulso (Giorno 57)                            | Espulso (Giorno 57)                            | Espulso (Giorno 57)                            | Espulso (Giorno 57)                            | Espulso (Giorno 57)                            | Espulso (Giorno 57)                            | Espulso (Giorno 57)                            | Espulso (Giorno 57)                            | Espulso (Giorno 57)                            | Espulso (Giorno 57)                            | Espulso (Giorno 57)                            | Espulso (Giorno 57)                            | Espulso (Giorno 57)                            | Espulso (Giorno 57)                            | Espulso (Giorno 57)                            | Espulso (Giorno 57)                            | Espulso (Giorno 57)                            | 0                           |
| Guenda                   | Non in casa                                        | Partecipante in coppia con Maria Teresa (Giorno 5-19) | Partecipante in coppia con Maria Teresa (Giorno 5-19) | Partecipante in coppia con Maria Teresa (Giorno 5-19) | Partecipante in coppia con Maria Teresa (Giorno 5-19) | Partecipante in coppia con Maria Teresa (Giorno 5-19) | Partecipante in coppia con Maria Teresa (Giorno 5-19) | Partecipante in coppia con Maria Teresa (Giorno 5-19)                  | Partecipante in coppia con Maria Teresa (Giorno 5-19)                  | Francesco                                   | 0                                           | Massimiliano                                | 0                                           | Dayane                                             | 0                                                  | Matilde                                            | 7                                                  | Francesco                                   | 6                                           | Dayane                                         | Dayane                                         | Pierpaolo                                                   | 1                                                           | Nominata                                                    | Eliminata (Giorno 47)                                  | Eliminata (Giorno 47)                                  | Eliminata (Giorno 47)                              | Eliminata (Giorno 47)                              | Eliminata (Giorno 47)                                     | Eliminata (Giorno 47)                          | Eliminata (Giorno 47)                          | Eliminata (Giorno 47)                          | Eliminata (Giorno 47)                          | Eliminata (Giorno 47)                          | Eliminata (Giorno 47)                          | Eliminata (Giorno 47)                          | Eliminata (Giorno 47)                          | Eliminata (Giorno 47)                          | Eliminata (Giorno 47)                                        | Eliminata (Giorno 47)                                        | Eliminata (Giorno 47)                               | Eliminata (Giorno 47)                               | Eliminata (Giorno 47)                          | Eliminata (Giorno 47)                          | Eliminata (Giorno 47)                          | Eliminata (Giorno 47)                          | Eliminata (Giorno 47)                          | Eliminata (Giorno 47)                          | Eliminata (Giorno 47)                          | Eliminata (Giorno 47)                          | Eliminata (Giorno 47)                             | Eliminata (Giorno 47)                             | Eliminata (Giorno 47)                          | Eliminata (Giorno 47)                          | Eliminata (Giorno 47)                          | Eliminata (Giorno 47)                          | Eliminata (Giorno 47)                          | Eliminata (Giorno 47)                                                      | Eliminata (Giorno 47)                                                      | Eliminata (Giorno 47)                          | Eliminata (Giorno 47)                          | Eliminata (Giorno 47)                          | Eliminata (Giorno 47)                          | Eliminata (Giorno 47)                          | Eliminata (Giorno 47)                          | Eliminata (Giorno 47)                          | Eliminata (Giorno 47)                          | Eliminata (Giorno 47)                          | Eliminata (Giorno 47)                          | Eliminata (Giorno 47)                          | Eliminata (Giorno 47)                          | Eliminata (Giorno 47)                          | Eliminata (Giorno 47)                          | Eliminata (Giorno 47)                          | Eliminata (Giorno 47)                          | Eliminata (Giorno 47)                          | Eliminata (Giorno 47)                          | Eliminata (Giorno 47)                          | Eliminata (Giorno 47)                          | Eliminata (Giorno 47)                          | Eliminata (Giorno 47)                          | Eliminata (Giorno 47)                          | Eliminata (Giorno 47)                          | Eliminata (Giorno 47)                          | Eliminata (Giorno 47)                          | 20                          |
| Adua                     | Massimiliano                                       | Massimiliano                                          | 2                                                     | Massimiliano                                          | 1                                                     | Franceska                                             | 3                                                     | Maria Teresa & Guenda                                                  | 2                                                                      | Tommaso                                     | 2                                           | Tommaso                                     | 1                                           | Maria Teresa                                       | 0                                                  | Stefania                                           | 0                                                  | Stefania                                    | 1                                           | Partecipante con il nome Rosalinda (Giorno 36) | Partecipante con il nome Rosalinda (Giorno 36) | Partecipante con il nome Rosalinda (Giorno 36)              | Partecipante con il nome Rosalinda (Giorno 36)              | Partecipante con il nome Rosalinda (Giorno 36)              | Partecipante con il nome Rosalinda (Giorno 36)         | Partecipante con il nome Rosalinda (Giorno 36)         | Partecipante con il nome Rosalinda (Giorno 36)     | Partecipante con il nome Rosalinda (Giorno 36)     | Partecipante con il nome Rosalinda (Giorno 36)            | Partecipante con il nome Rosalinda (Giorno 36) | Partecipante con il nome Rosalinda (Giorno 36) | Partecipante con il nome Rosalinda (Giorno 36) | Partecipante con il nome Rosalinda (Giorno 36) | Partecipante con il nome Rosalinda (Giorno 36) | Partecipante con il nome Rosalinda (Giorno 36) | Partecipante con il nome Rosalinda (Giorno 36) | Partecipante con il nome Rosalinda (Giorno 36) | Partecipante con il nome Rosalinda (Giorno 36) | Partecipante con il nome Rosalinda (Giorno 36)               | Partecipante con il nome Rosalinda (Giorno 36)               | Partecipante con il nome Rosalinda (Giorno 36)      | Partecipante con il nome Rosalinda (Giorno 36)      | Partecipante con il nome Rosalinda (Giorno 36) | Partecipante con il nome Rosalinda (Giorno 36) | Partecipante con il nome Rosalinda (Giorno 36) | Partecipante con il nome Rosalinda (Giorno 36) | Partecipante con il nome Rosalinda (Giorno 36) | Partecipante con il nome Rosalinda (Giorno 36) | Partecipante con il nome Rosalinda (Giorno 36) | Partecipante con il nome Rosalinda (Giorno 36) | Partecipante con il nome Rosalinda (Giorno 36)    | Partecipante con il nome Rosalinda (Giorno 36)    | Partecipante con il nome Rosalinda (Giorno 36) | Partecipante con il nome Rosalinda (Giorno 36) | Partecipante con il nome Rosalinda (Giorno 36) | Partecipante con il nome Rosalinda (Giorno 36) | Partecipante con il nome Rosalinda (Giorno 36) | Partecipante con il nome Rosalinda (Giorno 36)                             | Partecipante con il nome Rosalinda (Giorno 36)                             | Partecipante con il nome Rosalinda (Giorno 36) | Partecipante con il nome Rosalinda (Giorno 36) | Partecipante con il nome Rosalinda (Giorno 36) | Partecipante con il nome Rosalinda (Giorno 36) | Partecipante con il nome Rosalinda (Giorno 36) | Partecipante con il nome Rosalinda (Giorno 36) | Partecipante con il nome Rosalinda (Giorno 36) | Partecipante con il nome Rosalinda (Giorno 36) | Partecipante con il nome Rosalinda (Giorno 36) | Partecipante con il nome Rosalinda (Giorno 36) | Partecipante con il nome Rosalinda (Giorno 36) | Partecipante con il nome Rosalinda (Giorno 36) | Partecipante con il nome Rosalinda (Giorno 36) | Partecipante con il nome Rosalinda (Giorno 36) | Partecipante con il nome Rosalinda (Giorno 36) | Partecipante con il nome Rosalinda (Giorno 36) | Partecipante con il nome Rosalinda (Giorno 36) | Partecipante con il nome Rosalinda (Giorno 36) | Partecipante con il nome Rosalinda (Giorno 36) | Partecipante con il nome Rosalinda (Giorno 36) | Partecipante con il nome Rosalinda (Giorno 36) | Partecipante con il nome Rosalinda (Giorno 36) | Partecipante con il nome Rosalinda (Giorno 36) | Partecipante con il nome Rosalinda (Giorno 36) | Partecipante con il nome Rosalinda (Giorno 36) | Partecipante con il nome Rosalinda (Giorno 36) | 12                          |
| Matilde                  | Massimiliano                                       | Massimiliano                                          | Massimiliano                                          | Patrizia                                              | 2                                                     | Franceska                                             | 0                                                     | Maria Teresa & Guenda                                                  | 0                                                                      | Tommaso                                     | 0                                           | Maria Teresa                                | 0                                           | Maria Teresa                                       | Maria Teresa                                       | Guenda                                             | 2                                                  | Maria Teresa                                | Maria Teresa                                | Eliminata (Giorno 36)                          | Eliminata (Giorno 36)                          | Eliminata (Giorno 36)                                       | Eliminata (Giorno 36)                                       | Eliminata (Giorno 36)                                       | Eliminata (Giorno 36)                                  | Eliminata (Giorno 36)                                  | Eliminata (Giorno 36)                              | Eliminata (Giorno 36)                              | Eliminata (Giorno 36)                                     | Eliminata (Giorno 36)                          | Eliminata (Giorno 36)                          | Eliminata (Giorno 36)                          | Eliminata (Giorno 36)                          | Eliminata (Giorno 36)                          | Eliminata (Giorno 36)                          | Eliminata (Giorno 36)                          | Eliminata (Giorno 36)                          | Eliminata (Giorno 36)                          | Eliminata (Giorno 36)                                        | Eliminata (Giorno 36)                                        | Eliminata (Giorno 36)                               | Eliminata (Giorno 36)                               | Eliminata (Giorno 36)                          | Eliminata (Giorno 36)                          | Eliminata (Giorno 36)                          | Eliminata (Giorno 36)                          | Eliminata (Giorno 36)                          | Eliminata (Giorno 36)                          | Eliminata (Giorno 36)                          | Eliminata (Giorno 36)                          | Eliminata (Giorno 36)                             | Eliminata (Giorno 36)                             | Eliminata (Giorno 36)                          | Eliminata (Giorno 36)                          | Eliminata (Giorno 36)                          | Eliminata (Giorno 36)                          | Eliminata (Giorno 36)                          | Eliminata (Giorno 36)                                                      | Eliminata (Giorno 36)                                                      | Eliminata (Giorno 36)                          | Eliminata (Giorno 36)                          | Eliminata (Giorno 36)                          | Eliminata (Giorno 36)                          | Eliminata (Giorno 36)                          | Eliminata (Giorno 36)                          | Eliminata (Giorno 36)                          | Eliminata (Giorno 36)                          | Eliminata (Giorno 36)                          | Eliminata (Giorno 36)                          | Eliminata (Giorno 36)                          | Eliminata (Giorno 36)                          | Eliminata (Giorno 36)                          | Eliminata (Giorno 36)                          | Eliminata (Giorno 36)                          | Eliminata (Giorno 36)                          | Eliminata (Giorno 36)                          | Eliminata (Giorno 36)                          | Eliminata (Giorno 36)                          | Eliminata (Giorno 36)                          | Eliminata (Giorno 36)                          | Eliminata (Giorno 36)                          | Eliminata (Giorno 36)                          | Eliminata (Giorno 36)                          | Eliminata (Giorno 36)                          | Eliminata (Giorno 36)                          | 4                           |
| Myriam                   | Non in casa                                        | Immune                                                | Immune                                                | Stefania                                              | 0                                                     | Adua                                                  | 2                                                     | Adua                                                                   | 0                                                                      | Enock                                       | 1                                           | Massimiliano                                | 7                                           | Stefania                                           | Stefania                                           | Eliminata (Giorno 29)                              | Eliminata (Giorno 29)                              | Eliminata (Giorno 29)                       | Eliminata (Giorno 29)                       | Eliminata (Giorno 29)                          | Eliminata (Giorno 29)                          | Eliminata (Giorno 29)                                       | Eliminata (Giorno 29)                                       | Eliminata (Giorno 29)                                       | Eliminata (Giorno 29)                                  | Eliminata (Giorno 29)                                  | Eliminata (Giorno 29)                              | Eliminata (Giorno 29)                              | Eliminata (Giorno 29)                                     | Eliminata (Giorno 29)                          | Eliminata (Giorno 29)                          | Eliminata (Giorno 29)                          | Eliminata (Giorno 29)                          | Eliminata (Giorno 29)                          | Eliminata (Giorno 29)                          | Eliminata (Giorno 29)                          | Eliminata (Giorno 29)                          | Eliminata (Giorno 29)                          | Eliminata (Giorno 29)                                        | Eliminata (Giorno 29)                                        | Eliminata (Giorno 29)                               | Eliminata (Giorno 29)                               | Eliminata (Giorno 29)                          | Eliminata (Giorno 29)                          | Eliminata (Giorno 29)                          | Eliminata (Giorno 29)                          | Eliminata (Giorno 29)                          | Eliminata (Giorno 29)                          | Eliminata (Giorno 29)                          | Eliminata (Giorno 29)                          | Eliminata (Giorno 29)                             | Eliminata (Giorno 29)                             | Eliminata (Giorno 29)                          | Eliminata (Giorno 29)                          | Eliminata (Giorno 29)                          | Eliminata (Giorno 29)                          | Eliminata (Giorno 29)                          | Eliminata (Giorno 29)                                                      | Eliminata (Giorno 29)                                                      | Eliminata (Giorno 29)                          | Eliminata (Giorno 29)                          | Eliminata (Giorno 29)                          | Eliminata (Giorno 29)                          | Eliminata (Giorno 29)                          | Eliminata (Giorno 29)                          | Eliminata (Giorno 29)                          | Eliminata (Giorno 29)                          | Eliminata (Giorno 29)                          | Eliminata (Giorno 29)                          | Eliminata (Giorno 29)                          | Eliminata (Giorno 29)                          | Eliminata (Giorno 29)                          | Eliminata (Giorno 29)                          | Eliminata (Giorno 29)                          | Eliminata (Giorno 29)                          | Eliminata (Giorno 29)                          | Eliminata (Giorno 29)                          | Eliminata (Giorno 29)                          | Eliminata (Giorno 29)                          | Eliminata (Giorno 29)                          | Eliminata (Giorno 29)                          | Eliminata (Giorno 29)                          | Eliminata (Giorno 29)                          | Eliminata (Giorno 29)                          | Eliminata (Giorno 29)                          | 10                          |
| Franceska                | Non in casa                                        | Immune                                                | Immune                                                | Fulvio                                                | 4                                                     | Stefania                                              | 3                                                     | Dayane                                                                 | Dayane                                                                 | Andrea                                      | 2                                           | Eliminata (Giorno 22)                       | Eliminata (Giorno 22)                       | Eliminata (Giorno 22)                              | Eliminata (Giorno 22)                              | Eliminata (Giorno 22)                              | Eliminata (Giorno 22)                              | Eliminata (Giorno 22)                       | Eliminata (Giorno 22)                       | Eliminata (Giorno 22)                          | Eliminata (Giorno 22)                          | Eliminata (Giorno 22)                                       | Eliminata (Giorno 22)                                       | Eliminata (Giorno 22)                                       | Eliminata (Giorno 22)                                  | Eliminata (Giorno 22)                                  | Eliminata (Giorno 22)                              | Eliminata (Giorno 22)                              | Eliminata (Giorno 22)                                     | Eliminata (Giorno 22)                          | Eliminata (Giorno 22)                          | Eliminata (Giorno 22)                          | Eliminata (Giorno 22)                          | Eliminata (Giorno 22)                          | Eliminata (Giorno 22)                          | Eliminata (Giorno 22)                          | Eliminata (Giorno 22)                          | Eliminata (Giorno 22)                          | Eliminata (Giorno 22)                                        | Eliminata (Giorno 22)                                        | Eliminata (Giorno 22)                               | Eliminata (Giorno 22)                               | Eliminata (Giorno 22)                          | Eliminata (Giorno 22)                          | Eliminata (Giorno 22)                          | Eliminata (Giorno 22)                          | Eliminata (Giorno 22)                          | Eliminata (Giorno 22)                          | Eliminata (Giorno 22)                          | Eliminata (Giorno 22)                          | Eliminata (Giorno 22)                             | Eliminata (Giorno 22)                             | Eliminata (Giorno 22)                          | Eliminata (Giorno 22)                          | Eliminata (Giorno 22)                          | Eliminata (Giorno 22)                          | Eliminata (Giorno 22)                          | Eliminata (Giorno 22)                                                      | Eliminata (Giorno 22)                                                      | Eliminata (Giorno 22)                          | Eliminata (Giorno 22)                          | Eliminata (Giorno 22)                          | Eliminata (Giorno 22)                          | Eliminata (Giorno 22)                          | Eliminata (Giorno 22)                          | Eliminata (Giorno 22)                          | Eliminata (Giorno 22)                          | Eliminata (Giorno 22)                          | Eliminata (Giorno 22)                          | Eliminata (Giorno 22)                          | Eliminata (Giorno 22)                          | Eliminata (Giorno 22)                          | Eliminata (Giorno 22)                          | Eliminata (Giorno 22)                          | Eliminata (Giorno 22)                          | Eliminata (Giorno 22)                          | Eliminata (Giorno 22)                          | Eliminata (Giorno 22)                          | Eliminata (Giorno 22)                          | Eliminata (Giorno 22)                          | Eliminata (Giorno 22)                          | Eliminata (Giorno 22)                          | Eliminata (Giorno 22)                          | Eliminata (Giorno 22)                          | Eliminata (Giorno 22)                          | 9                           |
| Maria Teresa & Guenda    | Non in casa                                        | Immuni                                                | Immuni                                                | Franceska                                             | 1                                                     | Adua                                                  | 0                                                     | Dayane                                                                 | 5                                                                      | Partecipanti singolarmente (Giorno 19)      | Partecipanti singolarmente (Giorno 19)      | Partecipanti singolarmente (Giorno 19)      | Partecipanti singolarmente (Giorno 19)      | Partecipanti singolarmente (Giorno 19)             | Partecipanti singolarmente (Giorno 19)             | Partecipanti singolarmente (Giorno 19)             | Partecipanti singolarmente (Giorno 19)             | Partecipanti singolarmente (Giorno 19)      | Partecipanti singolarmente (Giorno 19)      | Partecipanti singolarmente (Giorno 19)         | Partecipanti singolarmente (Giorno 19)         | Partecipanti singolarmente (Giorno 19)                      | Partecipanti singolarmente (Giorno 19)                      | Partecipanti singolarmente (Giorno 19)                      | Partecipanti singolarmente (Giorno 19)                 | Partecipanti singolarmente (Giorno 19)                 | Partecipanti singolarmente (Giorno 19)             | Partecipanti singolarmente (Giorno 19)             | Partecipanti singolarmente (Giorno 19)                    | Partecipanti singolarmente (Giorno 19)         | Partecipanti singolarmente (Giorno 19)         | Partecipanti singolarmente (Giorno 19)         | Partecipanti singolarmente (Giorno 19)         | Partecipanti singolarmente (Giorno 19)         | Partecipanti singolarmente (Giorno 19)         | Partecipanti singolarmente (Giorno 19)         | Partecipanti singolarmente (Giorno 19)         | Partecipanti singolarmente (Giorno 19)         | Partecipanti singolarmente (Giorno 19)                       | Partecipanti singolarmente (Giorno 19)                       | Partecipanti singolarmente (Giorno 19)              | Partecipanti singolarmente (Giorno 19)              | Partecipanti singolarmente (Giorno 19)         | Partecipanti singolarmente (Giorno 19)         | Partecipanti singolarmente (Giorno 19)         | Partecipanti singolarmente (Giorno 19)         | Partecipanti singolarmente (Giorno 19)         | Partecipanti singolarmente (Giorno 19)         | Partecipanti singolarmente (Giorno 19)         | Partecipanti singolarmente (Giorno 19)         | Partecipanti singolarmente (Giorno 19)            | Partecipanti singolarmente (Giorno 19)            | Partecipanti singolarmente (Giorno 19)         | Partecipanti singolarmente (Giorno 19)         | Partecipanti singolarmente (Giorno 19)         | Partecipanti singolarmente (Giorno 19)         | Partecipanti singolarmente (Giorno 19)         | Partecipanti singolarmente (Giorno 19)                                     | Partecipanti singolarmente (Giorno 19)                                     | Partecipanti singolarmente (Giorno 19)         | Partecipanti singolarmente (Giorno 19)         | Partecipanti singolarmente (Giorno 19)         | Partecipanti singolarmente (Giorno 19)         | Partecipanti singolarmente (Giorno 19)         | Partecipanti singolarmente (Giorno 19)         | Partecipanti singolarmente (Giorno 19)         | Partecipanti singolarmente (Giorno 19)         | Partecipanti singolarmente (Giorno 19)         | Partecipanti singolarmente (Giorno 19)         | Partecipanti singolarmente (Giorno 19)         | Partecipanti singolarmente (Giorno 19)         | Partecipanti singolarmente (Giorno 19)         | Partecipanti singolarmente (Giorno 19)         | Partecipanti singolarmente (Giorno 19)         | Partecipanti singolarmente (Giorno 19)         | Partecipanti singolarmente (Giorno 19)         | Partecipanti singolarmente (Giorno 19)         | Partecipanti singolarmente (Giorno 19)         | Partecipanti singolarmente (Giorno 19)         | Partecipanti singolarmente (Giorno 19)         | Partecipanti singolarmente (Giorno 19)         | Partecipanti singolarmente (Giorno 19)         | Partecipanti singolarmente (Giorno 19)         | Partecipanti singolarmente (Giorno 19)         | Partecipanti singolarmente (Giorno 19)         | 6                           |
| Denis                    | Non in casa                                        | Immune                                                | Immune                                                | Franceska                                             | Franceska                                             | Massimiliano                                          | 0                                                     | Tommaso                                                                | 1                                                                      | Espulso (Giorno 19)                         | Espulso (Giorno 19)                         | Espulso (Giorno 19)                         | Espulso (Giorno 19)                         | Espulso (Giorno 19)                                | Espulso (Giorno 19)                                | Espulso (Giorno 19)                                | Espulso (Giorno 19)                                | Espulso (Giorno 19)                         | Espulso (Giorno 19)                         | Espulso (Giorno 19)                            | Espulso (Giorno 19)                            | Espulso (Giorno 19)                                         | Espulso (Giorno 19)                                         | Espulso (Giorno 19)                                         | Espulso (Giorno 19)                                    | Espulso (Giorno 19)                                    | Espulso (Giorno 19)                                | Espulso (Giorno 19)                                | Espulso (Giorno 19)                                       | Espulso (Giorno 19)                            | Espulso (Giorno 19)                            | Espulso (Giorno 19)                            | Espulso (Giorno 19)                            | Espulso (Giorno 19)                            | Espulso (Giorno 19)                            | Espulso (Giorno 19)                            | Espulso (Giorno 19)                            | Espulso (Giorno 19)                            | Espulso (Giorno 19)                                          | Espulso (Giorno 19)                                          | Espulso (Giorno 19)                                 | Espulso (Giorno 19)                                 | Espulso (Giorno 19)                            | Espulso (Giorno 19)                            | Espulso (Giorno 19)                            | Espulso (Giorno 19)                            | Espulso (Giorno 19)                            | Espulso (Giorno 19)                            | Espulso (Giorno 19)                            | Espulso (Giorno 19)                            | Espulso (Giorno 19)                               | Espulso (Giorno 19)                               | Espulso (Giorno 19)                            | Espulso (Giorno 19)                            | Espulso (Giorno 19)                            | Espulso (Giorno 19)                            | Espulso (Giorno 19)                            | Espulso (Giorno 19)                                                        | Espulso (Giorno 19)                                                        | Espulso (Giorno 19)                            | Espulso (Giorno 19)                            | Espulso (Giorno 19)                            | Espulso (Giorno 19)                            | Espulso (Giorno 19)                            | Espulso (Giorno 19)                            | Espulso (Giorno 19)                            | Espulso (Giorno 19)                            | Espulso (Giorno 19)                            | Espulso (Giorno 19)                            | Espulso (Giorno 19)                            | Espulso (Giorno 19)                            | Espulso (Giorno 19)                            | Espulso (Giorno 19)                            | Espulso (Giorno 19)                            | Espulso (Giorno 19)                            | Espulso (Giorno 19)                            | Espulso (Giorno 19)                            | Espulso (Giorno 19)                            | Espulso (Giorno 19)                            | Espulso (Giorno 19)                            | Espulso (Giorno 19)                            | Espulso (Giorno 19)                            | Espulso (Giorno 19)                            | Espulso (Giorno 19)                            | Espulso (Giorno 19)                            | 1                           |
| Fulvio                   | Non in casa                                        | Immune                                                | Immune                                                | Maria Teresa & Guenda                                 | 2                                                     | Tommaso                                               | Tommaso                                               | Eliminato (Giorno 15)                                                  | Eliminato (Giorno 15)                                                  | Eliminato (Giorno 15)                       | Eliminato (Giorno 15)                       | Eliminato (Giorno 15)                       | Eliminato (Giorno 15)                       | Eliminato (Giorno 15)                              | Eliminato (Giorno 15)                              | Eliminato (Giorno 15)                              | Eliminato (Giorno 15)                              | Eliminato (Giorno 15)                       | Eliminato (Giorno 15)                       | Eliminato (Giorno 15)                          | Eliminato (Giorno 15)                          | Eliminato (Giorno 15)                                       | Eliminato (Giorno 15)                                       | Eliminato (Giorno 15)                                       | Eliminato (Giorno 15)                                  | Eliminato (Giorno 15)                                  | Eliminato (Giorno 15)                              | Eliminato (Giorno 15)                              | Eliminato (Giorno 15)                                     | Eliminato (Giorno 15)                          | Eliminato (Giorno 15)                          | Eliminato (Giorno 15)                          | Eliminato (Giorno 15)                          | Eliminato (Giorno 15)                          | Eliminato (Giorno 15)                          | Eliminato (Giorno 15)                          | Eliminato (Giorno 15)                          | Eliminato (Giorno 15)                          | Eliminato (Giorno 15)                                        | Eliminato (Giorno 15)                                        | Eliminato (Giorno 15)                               | Eliminato (Giorno 15)                               | Eliminato (Giorno 15)                          | Eliminato (Giorno 15)                          | Eliminato (Giorno 15)                          | Eliminato (Giorno 15)                          | Eliminato (Giorno 15)                          | Eliminato (Giorno 15)                          | Eliminato (Giorno 15)                          | Eliminato (Giorno 15)                          | Eliminato (Giorno 15)                             | Eliminato (Giorno 15)                             | Eliminato (Giorno 15)                          | Eliminato (Giorno 15)                          | Eliminato (Giorno 15)                          | Eliminato (Giorno 15)                          | Eliminato (Giorno 15)                          | Eliminato (Giorno 15)                                                      | Eliminato (Giorno 15)                                                      | Eliminato (Giorno 15)                          | Eliminato (Giorno 15)                          | Eliminato (Giorno 15)                          | Eliminato (Giorno 15)                          | Eliminato (Giorno 15)                          | Eliminato (Giorno 15)                          | Eliminato (Giorno 15)                          | Eliminato (Giorno 15)                          | Eliminato (Giorno 15)                          | Eliminato (Giorno 15)                          | Eliminato (Giorno 15)                          | Eliminato (Giorno 15)                          | Eliminato (Giorno 15)                          | Eliminato (Giorno 15)                          | Eliminato (Giorno 15)                          | Eliminato (Giorno 15)                          | Eliminato (Giorno 15)                          | Eliminato (Giorno 15)                          | Eliminato (Giorno 15)                          | Eliminato (Giorno 15)                          | Eliminato (Giorno 15)                          | Eliminato (Giorno 15)                          | Eliminato (Giorno 15)                          | Eliminato (Giorno 15)                          | Eliminato (Giorno 15)                          | Eliminato (Giorno 15)                          | 2                           |
| Fausto                   | Nominato                                           | Adua                                                  | 4                                                     | Espulso (Giorno 8)                                    | Espulso (Giorno 8)                                    | Espulso (Giorno 8)                                    | Espulso (Giorno 8)                                    | Espulso (Giorno 8)                                                     | Espulso (Giorno 8)                                                     | Espulso (Giorno 8)                          | Espulso (Giorno 8)                          | Espulso (Giorno 8)                          | Espulso (Giorno 8)                          | Espulso (Giorno 8)                                 | Espulso (Giorno 8)                                 | Espulso (Giorno 8)                                 | Espulso (Giorno 8)                                 | Espulso (Giorno 8)                          | Espulso (Giorno 8)                          | Espulso (Giorno 8)                             | Espulso (Giorno 8)                             | Espulso (Giorno 8)                                          | Espulso (Giorno 8)                                          | Espulso (Giorno 8)                                          | Espulso (Giorno 8)                                     | Espulso (Giorno 8)                                     | Espulso (Giorno 8)                                 | Espulso (Giorno 8)                                 | Espulso (Giorno 8)                                        | Espulso (Giorno 8)                             | Espulso (Giorno 8)                             | Espulso (Giorno 8)                             | Espulso (Giorno 8)                             | Espulso (Giorno 8)                             | Espulso (Giorno 8)                             | Espulso (Giorno 8)                             | Espulso (Giorno 8)                             | Espulso (Giorno 8)                             | Espulso (Giorno 8)                                           | Espulso (Giorno 8)                                           | Espulso (Giorno 8)                                  | Espulso (Giorno 8)                                  | Espulso (Giorno 8)                             | Espulso (Giorno 8)                             | Espulso (Giorno 8)                             | Espulso (Giorno 8)                             | Espulso (Giorno 8)                             | Espulso (Giorno 8)                             | Espulso (Giorno 8)                             | Espulso (Giorno 8)                             | Espulso (Giorno 8)                                | Espulso (Giorno 8)                                | Espulso (Giorno 8)                             | Espulso (Giorno 8)                             | Espulso (Giorno 8)                             | Espulso (Giorno 8)                             | Espulso (Giorno 8)                             | Espulso (Giorno 8)                                                         | Espulso (Giorno 8)                                                         | Espulso (Giorno 8)                             | Espulso (Giorno 8)                             | Espulso (Giorno 8)                             | Espulso (Giorno 8)                             | Espulso (Giorno 8)                             | Espulso (Giorno 8)                             | Espulso (Giorno 8)                             | Espulso (Giorno 8)                             | Espulso (Giorno 8)                             | Espulso (Giorno 8)                             | Espulso (Giorno 8)                             | Espulso (Giorno 8)                             | Espulso (Giorno 8)                             | Espulso (Giorno 8)                             | Espulso (Giorno 8)                             | Espulso (Giorno 8)                             | Espulso (Giorno 8)                             | Espulso (Giorno 8)                             | Espulso (Giorno 8)                             | Espulso (Giorno 8)                             | Espulso (Giorno 8)                             | Espulso (Giorno 8)                             | Espulso (Giorno 8)                             | Espulso (Giorno 8)                             | Espulso (Giorno 8)                             | Espulso (Giorno 8)                             | 4                           |
| Flavia                   | Andrea                                             | Ritirata (Giorno 3)                                   | Ritirata (Giorno 3)                                   | Ritirata (Giorno 3)                                   | Ritirata (Giorno 3)                                   | Ritirata (Giorno 3)                                   | Ritirata (Giorno 3)                                   | Ritirata (Giorno 3)                                                    | Ritirata (Giorno 3)                                                    | Ritirata (Giorno 3)                         | Ritirata (Giorno 3)                         | Ritirata (Giorno 3)                         | Ritirata (Giorno 3)                         | Ritirata (Giorno 3)                                | Ritirata (Giorno 3)                                | Ritirata (Giorno 3)                                | Ritirata (Giorno 3)                                | Ritirata (Giorno 3)                         | Ritirata (Giorno 3)                         | Ritirata (Giorno 3)                            | Ritirata (Giorno 3)                            | Ritirata (Giorno 3)                                         | Ritirata (Giorno 3)                                         | Ritirata (Giorno 3)                                         | Ritirata (Giorno 3)                                    | Ritirata (Giorno 3)                                    | Ritirata (Giorno 3)                                | Ritirata (Giorno 3)                                | Ritirata (Giorno 3)                                       | Ritirata (Giorno 3)                            | Ritirata (Giorno 3)                            | Ritirata (Giorno 3)                            | Ritirata (Giorno 3)                            | Ritirata (Giorno 3)                            | Ritirata (Giorno 3)                            | Ritirata (Giorno 3)                            | Ritirata (Giorno 3)                            | Ritirata (Giorno 3)                            | Ritirata (Giorno 3)                                          | Ritirata (Giorno 3)                                          | Ritirata (Giorno 3)                                 | Ritirata (Giorno 3)                                 | Ritirata (Giorno 3)                            | Ritirata (Giorno 3)                            | Ritirata (Giorno 3)                            | Ritirata (Giorno 3)                            | Ritirata (Giorno 3)                            | Ritirata (Giorno 3)                            | Ritirata (Giorno 3)                            | Ritirata (Giorno 3)                            | Ritirata (Giorno 3)                               | Ritirata (Giorno 3)                               | Ritirata (Giorno 3)                            | Ritirata (Giorno 3)                            | Ritirata (Giorno 3)                            | Ritirata (Giorno 3)                            | Ritirata (Giorno 3)                            | Ritirata (Giorno 3)                                                        | Ritirata (Giorno 3)                                                        | Ritirata (Giorno 3)                            | Ritirata (Giorno 3)                            | Ritirata (Giorno 3)                            | Ritirata (Giorno 3)                            | Ritirata (Giorno 3)                            | Ritirata (Giorno 3)                            | Ritirata (Giorno 3)                            | Ritirata (Giorno 3)                            | Ritirata (Giorno 3)                            | Ritirata (Giorno 3)                            | Ritirata (Giorno 3)                            | Ritirata (Giorno 3)                            | Ritirata (Giorno 3)                            | Ritirata (Giorno 3)                            | Ritirata (Giorno 3)                            | Ritirata (Giorno 3)                            | Ritirata (Giorno 3)                            | Ritirata (Giorno 3)                            | Ritirata (Giorno 3)                            | Ritirata (Giorno 3)                            | Ritirata (Giorno 3)                            | Ritirata (Giorno 3)                            | Ritirata (Giorno 3)                            | Ritirata (Giorno 3)                            | Ritirata (Giorno 3)                            | Ritirata (Giorno 3)                            | 0                           |
|                          |                                                    |                                                       |                                                       |                                                       |                                                       |                                                       |                                                       |                                                                        |                                                                        |                                             |                                             |                                             |                                             |                                                    |                                                    |                                                    |                                                    |                                             |                                             |                                                |                                                |                                                             |                                                             |                                                             |                                                        |                                                        |                                                    |                                                    |                                                           |                                                |                                                |                                                |                                                |                                                |                                                |                                                |                                                |                                                |                                                              |                                                              |                                                     |                                                     |                                                |                                                |                                                |                                                |                                                |                                                |                                                |                                                |                                                   |                                                   |                                                |                                                |                                                |                                                |                                                |                                                                            |                                                                            |                                                |                                                |                                                |                                                |                                                |                                                |                                                |                                                |                                                |                                                |                                                |                                                |                                                |                                                |                                                |                                                |                                                |                                                |                                                |                                                |                                                |                                                |                                                |                                                |                                                |                                                |                             |
| Annotazioni              | [ 9 ] [ 10 ] [ 11 ]                                | [ 9 ] [ 10 ] [ 11 ]                                   | [ 9 ] [ 10 ] [ 11 ]                                   | [ 12 ] [ 13 ] [ 14 ] [ 15 ] [ 16 ]                    | [ 12 ] [ 13 ] [ 14 ] [ 15 ] [ 16 ]                    | [ 12 ] [ 13 ] [ 14 ] [ 15 ] [ 16 ]                    | [ 12 ] [ 13 ] [ 14 ] [ 15 ] [ 16 ]                    | [ 17 ] [ 18 ] [ 19 ] [ 20 ] [ 21 ] [ 22 ]                              | [ 17 ] [ 18 ] [ 19 ] [ 20 ] [ 21 ] [ 22 ]                              | [ 17 ] [ 18 ] [ 19 ] [ 20 ] [ 21 ] [ 22 ]   | [ 17 ] [ 18 ] [ 19 ] [ 20 ] [ 21 ] [ 22 ]   | [ 23 ] [ 24 ] [ 25 ] [ 26 ]                 | [ 23 ] [ 24 ] [ 25 ] [ 26 ]                 | [ 23 ] [ 24 ] [ 25 ] [ 26 ]                        | [ 23 ] [ 24 ] [ 25 ] [ 26 ]                        | [ 27 ] [ 28 ] [ 29 ] [ 30 ] [ 31 ] [ 32 ]          | [ 27 ] [ 28 ] [ 29 ] [ 30 ] [ 31 ] [ 32 ]          | [ 27 ] [ 28 ] [ 29 ] [ 30 ] [ 31 ] [ 32 ]   | [ 27 ] [ 28 ] [ 29 ] [ 30 ] [ 31 ] [ 32 ]   | [ 33 ] [ 34 ] [ 35 ] [ 36 ] [ 37 ]             | [ 33 ] [ 34 ] [ 35 ] [ 36 ] [ 37 ]             | [ 33 ] [ 34 ] [ 35 ] [ 36 ] [ 37 ]                          | [ 33 ] [ 34 ] [ 35 ] [ 36 ] [ 37 ]                          | [ 33 ] [ 34 ] [ 35 ] [ 36 ] [ 37 ]                          | [ 38 ] [ 39 ] [ 40 ]                                   | [ 38 ] [ 39 ] [ 40 ]                                   | [ 41 ] [ 42 ] [ 43 ] [ 44 ]                        | [ 41 ] [ 42 ] [ 43 ] [ 44 ]                        | [ 41 ] [ 42 ] [ 43 ] [ 44 ]                               | [ 45 ] [ 46 ] [ 47 ] [ 48 ] [ 49 ]             | [ 45 ] [ 46 ] [ 47 ] [ 48 ] [ 49 ]             | [ 45 ] [ 46 ] [ 47 ] [ 48 ] [ 49 ]             | [ 45 ] [ 46 ] [ 47 ] [ 48 ] [ 49 ]             | [ 45 ] [ 46 ] [ 47 ] [ 48 ] [ 49 ]             | [ 50 ] [ 51 ] [ 52 ] [ 53 ] [ 54 ]             | [ 50 ] [ 51 ] [ 52 ] [ 53 ] [ 54 ]             | [ 50 ] [ 51 ] [ 52 ] [ 53 ] [ 54 ]             | [ 50 ] [ 51 ] [ 52 ] [ 53 ] [ 54 ]             | [ 55 ] [ 56 ]                                                | [ 55 ] [ 56 ]                                                | [ 57 ] [ 58 ] [ 59 ] [ 60 ]                         | [ 57 ] [ 58 ] [ 59 ] [ 60 ]                         | [ 57 ] [ 58 ] [ 59 ] [ 60 ]                    | [ 57 ] [ 58 ] [ 59 ] [ 60 ]                    | [ 61 ] [ 62 ] [ 63 ] [ 64 ]                    | [ 61 ] [ 62 ] [ 63 ] [ 64 ]                    | [ 61 ] [ 62 ] [ 63 ] [ 64 ]                    | [ 61 ] [ 62 ] [ 63 ] [ 64 ]                    | [ 65 ] [ 66 ] [ 67 ] [ 68 ] [ 69 ]             | [ 65 ] [ 66 ] [ 67 ] [ 68 ] [ 69 ]             | [ 65 ] [ 66 ] [ 67 ] [ 68 ] [ 69 ]                | [ 65 ] [ 66 ] [ 67 ] [ 68 ] [ 69 ]                | [ 70 ] [ 71 ] [ 72 ]                           | [ 70 ] [ 71 ] [ 72 ]                           | [ 73 ] [ 74 ]                                  | [ 73 ] [ 74 ]                                  | [ 73 ] [ 74 ]                                  | [ 55 ] [ 75 ]                                                              | [ 55 ] [ 75 ]                                                              | [ 76 ] [ 77 ]                                  | [ 76 ] [ 77 ]                                  | [ 78 ] [ 79 ]                                  | [ 78 ] [ 79 ]                                  | [ 80 ] [ 81 ] [ 82 ] [ 83 ]                    | [ 80 ] [ 81 ] [ 82 ] [ 83 ]                    | [ 80 ] [ 81 ] [ 82 ] [ 83 ]                    | [ 80 ] [ 81 ] [ 82 ] [ 83 ]                    | [ 84 ] [ 85 ] [ 86 ] [ 87 ]                    | [ 84 ] [ 85 ] [ 86 ] [ 87 ]                    | [ 84 ] [ 85 ] [ 86 ] [ 87 ]                    | [ 84 ] [ 85 ] [ 86 ] [ 87 ]                    | [ 88 ] [ 89 ] [ 90 ] [ 91 ]                    | [ 88 ] [ 89 ] [ 90 ] [ 91 ]                    | [ 88 ] [ 89 ] [ 90 ] [ 91 ]                    | [ 88 ] [ 89 ] [ 90 ] [ 91 ]                    | [ 88 ] [ 89 ] [ 90 ] [ 91 ]                    | [ 92 ] [ 93 ] [ 94 ]                           | [ 92 ] [ 93 ] [ 94 ]                           | [ 92 ] [ 93 ] [ 94 ]                           | [ 92 ] [ 93 ] [ 94 ]                           | [ 95 ] [ 96 ] [ 97 ] [ 98 ] [ 99 ] [ 100 ]     | [ 95 ] [ 96 ] [ 97 ] [ 98 ] [ 99 ] [ 100 ]     | [ 95 ] [ 96 ] [ 97 ] [ 98 ] [ 99 ] [ 100 ]     | [ 101 ] [ 102 ] [ 103 ] [ 104 ]                | [ 101 ] [ 102 ] [ 103 ] [ 104 ]                |                             |
| Nominati                 | Andrea Enock Fausto Massimiliano Pierpaolo Tommaso | Fausto Massimiliano                                   | Fausto Massimiliano                                   | Franceska Fulvio Massimiliano Matilde                 | Franceska Fulvio Massimiliano Matilde                 | Adua Franceska Fulvio Massimiliano                    | Adua Franceska Fulvio Massimiliano                    | Adua Dayane Denis Francesco Maria Teresa & Guenda Massimiliano Tommaso | Adua Dayane Denis Francesco Maria Teresa & Guenda Massimiliano Tommaso | Adua Andrea Franceska Tommaso               | Adua Andrea Franceska Tommaso               | Maria Teresa Massimiliano Myriam            | Maria Teresa Massimiliano Myriam            | Maria Teresa Myriam Stefania                       | Maria Teresa Myriam Stefania                       | Guenda Matilde Stefania                            | Guenda Matilde Stefania                            | Andrea Guenda Maria Teresa Matilde          | Andrea Guenda Maria Teresa Matilde          | Dayane Elisabetta Maria Teresa                 | Dayane Elisabetta Maria Teresa                 | Elisabetta Francesco Guenda Maria Teresa Pierpaolo Stefania | Elisabetta Francesco Guenda Maria Teresa Pierpaolo Stefania | Elisabetta Francesco Guenda Maria Teresa Pierpaolo Stefania | Francesco Maria Teresa Massimiliano                    | Francesco Maria Teresa Massimiliano                    | Francesco Maria Teresa Massimiliano Paolo Stefania | Francesco Maria Teresa Massimiliano Paolo Stefania | Andrea Francesco Maria Teresa Massimiliano Paolo Stefania | Massimiliano Stefania                          | Massimiliano Stefania                          | Andrea Dayane Massimiliano                     | Andrea Dayane Massimiliano                     | Andrea Dayane Massimiliano                     | Francesco Patrizia                             | Francesco Patrizia                             | Dayane Francesco Patrizia Rosalinda            | Dayane Francesco Patrizia Rosalinda            | Andrea Dayane Elisabetta Enock Francesco Rosalinda Selvaggia | Andrea Dayane Elisabetta Enock Francesco Rosalinda Selvaggia | Dayane Elisabetta Giulia Pierpaolo Stefania Tommaso | Dayane Elisabetta Giulia Pierpaolo Stefania Tommaso | Pierpaolo Rosalinda Selvaggia Stefania         | Pierpaolo Rosalinda Selvaggia Stefania         | Andrea Giacomo Selvaggia Stefania              | Andrea Giacomo Selvaggia Stefania              | Dayane Maria Teresa Pierpaolo                  | Dayane Maria Teresa Pierpaolo                  | Cristiano Giacomo Maria Teresa Tommaso         | Cristiano Giacomo Maria Teresa Tommaso         | Andrea Dayane Giacomo Giulia Maria Teresa Tommaso | Andrea Dayane Giacomo Giulia Maria Teresa Tommaso | Giacomo Maria Teresa Samantha Sonia            | Giacomo Maria Teresa Samantha Sonia            | Giacomo Giulia Mario Zenga                     | Giacomo Giulia Mario Zenga                     | Giacomo Giulia Mario Zenga                     | Dayane Giulia Maria Teresa Mario Rosalinda Samantha Stefania Tommaso Zenga | Dayane Giulia Maria Teresa Mario Rosalinda Samantha Stefania Tommaso Zenga | Carlotta Cecilia Dayane Stefania               | Carlotta Cecilia Dayane Stefania               | Dayane Giulia Rosalinda Stefania               | Dayane Giulia Rosalinda Stefania               | Andrea Pierpaolo                               | Andrea Pierpaolo                               | Carlotta Giulia Maria Teresa Samantha          | Carlotta Giulia Maria Teresa Samantha          | Alda                                           | Alda                                           | Alda Samantha                                  | Alda Samantha                                  | Maria Teresa Samantha Zenga                    | Maria Teresa Samantha Zenga                    | Maria Teresa Samantha Zenga                    | Andrea Rosalinda Tommaso                       | Andrea Rosalinda Tommaso                       | Giulia Stefania                                | Giulia Stefania                                | Samantha Stefania Zenga                        | Samantha Stefania Zenga                        | Rosalinda Stefania                             | Samantha Stefania                              | Andrea Tommaso                                 | Dayane Pierpaolo                               | Stefania Tommaso                               |                             |
| Nominati                 | Andrea Enock Fausto Massimiliano Pierpaolo Tommaso | Fausto Massimiliano                                   | Fausto Massimiliano                                   | Franceska Fulvio Massimiliano Matilde                 | Franceska Fulvio Massimiliano Matilde                 | Adua Franceska Fulvio Massimiliano                    | Adua Franceska Fulvio Massimiliano                    | Adua Dayane Denis Francesco Maria Teresa & Guenda Massimiliano Tommaso | Adua Dayane Denis Francesco Maria Teresa & Guenda Massimiliano Tommaso | Adua Andrea Franceska Tommaso               | Adua Andrea Franceska Tommaso               | Maria Teresa Massimiliano Myriam            | Maria Teresa Massimiliano Myriam            | Maria Teresa Myriam Stefania                       | Maria Teresa Myriam Stefania                       | Guenda Matilde Stefania                            | Guenda Matilde Stefania                            | Andrea Guenda Maria Teresa Matilde          | Andrea Guenda Maria Teresa Matilde          | Dayane Elisabetta Maria Teresa                 | Dayane Elisabetta Maria Teresa                 | Elisabetta Francesco Guenda Maria Teresa Pierpaolo Stefania | Elisabetta Francesco Guenda Maria Teresa Pierpaolo Stefania | Elisabetta Francesco Guenda Maria Teresa Pierpaolo Stefania | Francesco Maria Teresa Massimiliano                    | Francesco Maria Teresa Massimiliano                    | Francesco Maria Teresa Massimiliano Paolo Stefania | Francesco Maria Teresa Massimiliano Paolo Stefania | Andrea Francesco Maria Teresa Massimiliano Paolo Stefania | Massimiliano Stefania                          | Massimiliano Stefania                          | Andrea Dayane Massimiliano                     | Andrea Dayane Massimiliano                     | Andrea Dayane Massimiliano                     | Francesco Patrizia                             | Francesco Patrizia                             | Dayane Francesco Patrizia Rosalinda            | Dayane Francesco Patrizia Rosalinda            | Andrea Dayane Elisabetta Enock Francesco Rosalinda Selvaggia | Andrea Dayane Elisabetta Enock Francesco Rosalinda Selvaggia | Dayane Elisabetta Giulia Pierpaolo Stefania Tommaso | Dayane Elisabetta Giulia Pierpaolo Stefania Tommaso | Pierpaolo Rosalinda Selvaggia Stefania         | Pierpaolo Rosalinda Selvaggia Stefania         | Andrea Giacomo Selvaggia Stefania              | Andrea Giacomo Selvaggia Stefania              | Dayane Maria Teresa Pierpaolo                  | Dayane Maria Teresa Pierpaolo                  | Cristiano Giacomo Maria Teresa Tommaso         | Cristiano Giacomo Maria Teresa Tommaso         | Andrea Dayane Giacomo Giulia Maria Teresa Tommaso | Andrea Dayane Giacomo Giulia Maria Teresa Tommaso | Giacomo Maria Teresa Samantha Sonia            | Giacomo Maria Teresa Samantha Sonia            | Giacomo Giulia Mario Zenga                     | Giacomo Giulia Mario Zenga                     | Giacomo Giulia Mario Zenga                     | Dayane Giulia Maria Teresa Mario Rosalinda Samantha Stefania Tommaso Zenga | Dayane Giulia Maria Teresa Mario Rosalinda Samantha Stefania Tommaso Zenga | Carlotta Cecilia Dayane Stefania               | Carlotta Cecilia Dayane Stefania               | Dayane Giulia Rosalinda Stefania               | Dayane Giulia Rosalinda Stefania               | Andrea Pierpaolo                               | Andrea Pierpaolo                               | Carlotta Giulia Maria Teresa Samantha          | Carlotta Giulia Maria Teresa Samantha          | Maria Teresa Samantha                          | Maria Teresa Samantha                          | Alda Samantha                                  | Alda Samantha                                  | Maria Teresa Samantha Zenga                    | Maria Teresa Samantha Zenga                    | Maria Teresa Samantha Zenga                    | Andrea Rosalinda Tommaso                       | Andrea Rosalinda Tommaso                       | Giulia Stefania                                | Giulia Stefania                                | Samantha Stefania Zenga                        | Samantha Stefania Zenga                        | Rosalinda Stefania                             | Samantha Stefania                              | Andrea Tommaso                                 | Pierpaolo Tommaso                              | Pierpaolo Tommaso                              |                             |
| Ritirati                 | Flavia                                             | Cristiano                                             |                                                       |                                                       |                                                       |                                                       |                                                       |                                                                        |                                                                        |                                             |                                             |                                             |                                             |                                                    |                                                    |                                                    |                                                    |                                             |                                             |                                                |                                                |                                                             |                                                             |                                                             |                                                        |                                                        |                                                    |                                                    |                                                           |                                                |                                                |                                                |                                                |                                                |                                                |                                                |                                                |                                                |                                                              |                                                              |                                                     |                                                     | Francesco                                      | Francesco                                      | Elisabetta                                     | Elisabetta                                     | Nessuno                                        | Nessuno                                        | Nessuno                                        | Nessuno                                        | Nessuno                                           | Nessuno                                           | Nessuno                                        | Nessuno                                        | Nessuno                                        | Nessuno                                        | Nessuno                                        | Nessuno                                                                    | Nessuno                                                                    | Nessuno                                        | Nessuno                                        | Nessuno                                        | Nessuno                                        | Nessuno                                        | Nessuno                                        | Nessuno                                        | Nessuno                                        | Nessuno                                        | Nessuno                                        | Nessuno                                        | Nessuno                                        | Nessuno                                        | Nessuno                                        | Nessuno                                        | Nessuno                                        | Nessuno                                        | Nessuno                                        | Nessuno                                        | Nessuno                                        | Nessuno                                        | Nessuno                                        | Nessuno                                        | Nessuno                                        | Nessuno                                        | Nessuno                                        |                             |
| Espulsi                  | Nessuno                                            | Nessuno                                               | Nessuno                                               | Fausto                                                | Fausto                                                | Nessuno                                               | Nessuno                                               | Nessuno                                                                | Nessuno                                                                | Denis                                       | Denis                                       | Nessuno                                     | Nessuno                                     | Nessuno                                            | Nessuno                                            | Nessuno                                            | Nessuno                                            | Nessuno                                     | Nessuno                                     | Nessuno                                        | Nessuno                                        | Nessuno                                                     | Nessuno                                                     | Nessuno                                                     | Nessuno                                                | Nessuno                                                | Nessuno                                            | Nessuno                                            | Nessuno                                                   | Stefano                                        | Stefano                                        | Nessuno                                        | Nessuno                                        | Nessuno                                        | Nessuno                                        | Nessuno                                        | Nessuno                                        | Nessuno                                        | Nessuno                                                      | Nessuno                                                      | Nessuno                                             | Nessuno                                             | Nessuno                                        | Nessuno                                        | Nessuno                                        | Nessuno                                        | Nessuno                                        | Nessuno                                        | Nessuno                                        | Nessuno                                        | Filippo                                           | Filippo                                           | Nessuno                                        | Nessuno                                        | Nessuno                                        | Nessuno                                        | Nessuno                                        | Nessuno                                                                    | Nessuno                                                                    | Nessuno                                        | Nessuno                                        | Nessuno                                        | Nessuno                                        | Nessuno                                        | Nessuno                                        | Nessuno                                        | Nessuno                                        | Nessuno                                        | Nessuno                                        | Alda                                           | Alda                                           | Nessuno                                        | Nessuno                                        | Nessuno                                        | Nessuno                                        | Nessuno                                        | Nessuno                                        | Nessuno                                        | Nessuno                                        | Nessuno                                        | Nessuno                                        | Nessuno                                        | Nessuno                                        | Nessuno                                        | Nessuno                                        |                             |
| Eliminati                | Massimiliano 3 voti per eliminare                  | Eliminazione annullata                                | Eliminazione annullata                                | Fulvio 8% per salvare                                 | Fulvio 8% per salvare                                 | Fulvio 7% per salvare                                 | Fulvio 7% per salvare                                 | Eliminazione annullata                                                 | Eliminazione annullata                                                 | Franceska 17% per salvare                   | Franceska 17% per salvare                   | Myriam 25% per salvare                      | Myriam 25% per salvare                      | Myriam 31% per salvare                             | Myriam 31% per salvare                             | Matilde 21% per salvare                            | Matilde 21% per salvare                            | Matilde 16% per salvare                     | Matilde 16% per salvare                     | Elisabetta 25% per salvare                     | Elisabetta 25% per salvare                     | Guenda 13% per salvare                                      | Guenda 13% per salvare                                      | Guenda 13% per salvare                                      | Francesco 23% per salvare Massimiliano 20% per salvare | Francesco 23% per salvare Massimiliano 20% per salvare | Eliminazione annullata                             | Eliminazione annullata                             | Paolo 3% per salvare                                      | Massimiliano 22% per salvare                   | Massimiliano 22% per salvare                   | Massimiliano 29% per salvare                   | Massimiliano 29% per salvare                   | Massimiliano 29% per salvare                   | Patrizia 15% per salvare                       | Patrizia 15% per salvare                       | Patrizia 6% per salvare                        | Patrizia 6% per salvare                        | Enock 5% per salvare                                         | Enock 5% per salvare                                         | Dayane 38% per il preferito                         | Dayane 38% per il preferito                         | Rosalinda 36% per salvare                      | Rosalinda 36% per salvare                      | Selvaggia 15% per salvare                      | Selvaggia 15% per salvare                      | Maria Teresa 27% per salvare                   | Maria Teresa 27% per salvare                   | Maria Teresa 27% per salvare                   | Maria Teresa 27% per salvare                   | Giacomo 5% per salvare                            | Giacomo 5% per salvare                            | Sonia 10% per salvare                          | Sonia 10% per salvare                          | Giacomo 12% per salvare                        | Giacomo 12% per salvare                        | Giacomo 12% per salvare                        | Mario 1% per salvare                                                       | Mario 1% per salvare                                                       | Cecilia 3% per salvare                         | Cecilia 3% per salvare                         | Dayane 46% per la finale                       | Dayane 46% per la finale                       | Pierpaolo 56% per la finale                    | Pierpaolo 56% per la finale                    | Carlotta 7% per salvare                        | Carlotta 7% per salvare                        | Alda 54% per salvare                           | Alda 54% per salvare                           | Eliminazione annullata                         | Eliminazione annullata                         | Maria Teresa 28% per salvare                   | Maria Teresa 28% per salvare                   | Maria Teresa 28% per salvare                   | Tommaso 61% per la finale                      | Tommaso 61% per la finale                      | Giulia 47% per salvare                         | Giulia 47% per salvare                         | Zenga 7% per salvare                           | Zenga 7% per salvare                           | Rosalinda 43% per salvare                      | Stefania 79% per la finale                     | Andrea 84% per eliminare                       | Dayane 68% per eliminare                       | Stefania 67% per eliminare                     |                             |
| Eliminati                | Massimiliano 3 voti per eliminare                  | Eliminazione annullata                                | Eliminazione annullata                                | Fulvio 8% per salvare                                 | Fulvio 8% per salvare                                 | Fulvio 7% per salvare                                 | Fulvio 7% per salvare                                 | Eliminazione annullata                                                 | Eliminazione annullata                                                 | Franceska 17% per salvare                   | Franceska 17% per salvare                   | Myriam 25% per salvare                      | Myriam 25% per salvare                      | Myriam 31% per salvare                             | Myriam 31% per salvare                             | Matilde 21% per salvare                            | Matilde 21% per salvare                            | Matilde 16% per salvare                     | Matilde 16% per salvare                     | Elisabetta 25% per salvare                     | Elisabetta 25% per salvare                     | Guenda 13% per salvare                                      | Guenda 13% per salvare                                      | Guenda 13% per salvare                                      | Francesco 23% per salvare Massimiliano 20% per salvare | Francesco 23% per salvare Massimiliano 20% per salvare | Eliminazione annullata                             | Eliminazione annullata                             | Paolo 3% per salvare                                      | Massimiliano 22% per salvare                   | Massimiliano 22% per salvare                   | Massimiliano 29% per salvare                   | Massimiliano 29% per salvare                   | Massimiliano 29% per salvare                   | Patrizia 15% per salvare                       | Patrizia 15% per salvare                       | Patrizia 6% per salvare                        | Patrizia 6% per salvare                        | Enock 5% per salvare                                         | Enock 5% per salvare                                         | Dayane 38% per il preferito                         | Dayane 38% per il preferito                         | Selvaggia 5% per salvare                       | Selvaggia 5% per salvare                       | Selvaggia 15% per salvare                      | Selvaggia 15% per salvare                      | Maria Teresa 27% per salvare                   | Maria Teresa 27% per salvare                   | Maria Teresa 27% per salvare                   | Maria Teresa 27% per salvare                   | Giacomo 5% per salvare                            | Giacomo 5% per salvare                            | Sonia 10% per salvare                          | Sonia 10% per salvare                          | Giacomo 12% per salvare                        | Giacomo 12% per salvare                        | Giacomo 12% per salvare                        | Mario 1% per salvare                                                       | Mario 1% per salvare                                                       | Cecilia 3% per salvare                         | Cecilia 3% per salvare                         | Dayane 46% per la finale                       | Dayane 46% per la finale                       | Pierpaolo 56% per la finale                    | Pierpaolo 56% per la finale                    | Carlotta 7% per salvare                        | Carlotta 7% per salvare                        | Samantha 22% per salvare                       | Samantha 22% per salvare                       | Eliminazione annullata                         | Eliminazione annullata                         | Maria Teresa 28% per salvare                   | Maria Teresa 28% per salvare                   | Maria Teresa 28% per salvare                   | Tommaso 61% per la finale                      | Tommaso 61% per la finale                      | Giulia 47% per salvare                         | Giulia 47% per salvare                         | Zenga 7% per salvare                           | Zenga 7% per salvare                           | Rosalinda 43% per salvare                      | Samantha 21% per la finale                     | Andrea 84% per eliminare                       | Pierpaolo 32% per vincere                      | Tommaso 68% per vincere                        |                             |

•Nota: Con 5 concorrenti espulsi, questa è l’edizione con più espulsioni nella storia del Grande Fratello.

## Classifica del preferito
Durante la Settimana 1 viene introdotta la classifica del preferito, già presente anche nella seconda edizione: il pubblico ha la possibilità di votare il concorrente preferito in un televoto al positivo, il cui risultato determina lo sviluppo delle nomination. Solamente i concorrenti meno votati, infatti, possono essere nominati dai membri della Casa, mentre gli altri ricevono l'immunità.
| Posizione | Settimana 1                | Settimana 5                 | Settimana 6                 |
| Posizione | Giorno 5                   | Giorno 29                   | Giorno 36                   |
| --------- | -------------------------- | --------------------------- | --------------------------- |
| 1º        | Tommaso Zorzi - 29,4%      | Tommaso Zorzi - 40,5%       | Tommaso Zorzi - 35,8%       |
| 2º        | Andrea Zelletta - 15,7%    | Maria Teresa Ruta - 8,9%    | Stefania Orlando - 13,5%    |
| 3º        | Patrizia De Blanck - 12,1% | Pierpaolo Pretelli - 6,6%   | Guenda Goria - 12,1%        |
| 4º        | Enock Barwuah - 10,7%      | Massimiliano Morra - 6,6%   | Pierpaolo Pretelli - 5,9%   |
| 5º        | Matilde Brandi - 8,0%      | Andrea Zelletta - 6,5%      | Andrea Zelletta - 5,6%      |
| 6º        | Adua Del Vesco - 6,6%      | Adua Del Vesco - 6,0%       | Adua Del Vesco - 5,5%       |
| 7º        | Pierpaolo Pretelli - 6,4%  | Stefania Orlando - 5,4%     | Maria Teresa Ruta - 5,3%    |
| 8º        | Massimiliano Morra - 4,4%  | Guenda Goria - 3,6%         | Massimiliano Morra - 4,4%   |
| 9º        | Dayane Mello - 4,2%        | Enock Barwuah - 3,1%        | Francesco Oppini - 3,7%     |
| 10º       | Fausto Leali - 2,4%        | Francesco Oppini - 3,0%     | Elisabetta Gregoraci - 2,7% |
| 11º       | Flavia Vento - 0,0%        | Patrizia De Blanck - 2,8%   | Dayane Mello - 2,4%         |
| 12º       |                            | Elisabetta Gregoraci - 2,7% | Patrizia De Blanck - 1,8%   |
| 13º       | Matilde Brandi - 2,5%      | Enock Barwuah - 1,3%        |                             |
| 14º       | Dayane Mello - 2,0%        |                             |                             |

## Episodi di particolare rilievo
- Giorno 1: Il primo giorno entrano nella casa undici dei venti partecipanti: Tommaso Zorzi, Matilde Brandi, Dayane Mello, Andrea Zelletta, Adua Del Vesco, Patrizia De Blank, Fausto Leali, Flavia Vento, Enock Barwah e Massimiliano Morra, con la precisazione che questi ultimi due trascorreranno le prime notti in una stanza particolare, la Lavatrice, e che la contessa avrà una propria stanza. Era inoltre previsto l'ingresso di Elisabetta Gregoraci, ma è stato rimandato alla puntata del 18 settembre.
- Giorno 2: Durante il pomeriggio, dopo aver accusato dei sintomi simili alla febbre legati alla sinusite, Tommaso abbandona momentaneamente la casa per sottoporsi a degli accertamenti. Sempre nel pomeriggio, Patrizia si spoglia restando completamente nuda davanti alle telecamere, venendo trasmessa accidentalmente in diretta durante la trasmissione Pomeriggio Cinque, condotta da Barbara D'Urso. Flavia decide di ritirarsi per motivi personali e, poco oltre la mezzanotte, abbandona la casa (nella puntata serale del quinto giorno chiederà chiarimenti su una possibile riammissione).
- Giorno 3: La mattina del terzo giorno, dopo alcuni accertamenti medici, Tommaso rientra nella casa.
- Giorno 5: Entrano nella casa altri otto concorrenti, ossia Denis Dosio, Elisabetta Gregoraci, Franceska Pepe, Francesco Oppini, Fulvio Abbate, Myriam Catania, Stefania Orlando e la coppia composta da Maria Teresa Ruta e Guenda Goria. Tra i nominati della puntata non è prevista un'eliminazione: il meno votato al televoto sarà infatti il primo nominato della puntata successiva. Nella casa sarebbe dovuto entrare anche Paolo Brosio ma, per problemi di salute, la sua entrata viene posticipata a data da destinarsi.
- Giorno 8: Tommaso accusa nuovamente sintomi di febbre, così la produzione decide di farlo uscire momentaneamente dalla casa per ulteriori accertamenti medici, per poi rientrare. Viene inoltre annullato il televoto tra Massimiliano e Fausto, in seguito all'espulsione di quest'ultimo a causa di frasi razziste pronunciate nei confronti di un concorrente. Tra i nominati della puntata non è prevista un'eliminazione: il meno votato al televoto sarà infatti il primo nominato della puntata successiva.
- Giorno 9: Durante il GFVIP Night ogni concorrente prende una busta sigillata a caso, firmandola con il proprio nome e cognome. Le buste saranno aperte nel corso delle settimane dall'eliminato di turno, e solo in una di esse è presente la scritta "Rientri in gioco", che darà l'opportunità al concorrente eliminato che ne è in possesso di tornare ufficialmente in gioco.
- Giorno 15: Durante la puntata acquisiscono l'immunità Franceska e Myriam, che scelgono due concorrenti che vorrebbero fuori dalla casa, rispettivamente Tommaso e Massimiliano, ma in realtà vengono trasferiti per una notte in una zona angusta della casa, il Cucurio. Successivamente ai due uomini viene chiesto di rimuovere l'immunità ad una delle donne, scegliendo Myriam che dovrà immediatamente trasferirsi all'interno del Cucurio. Tra i nominati della puntata non è prevista un'eliminazione: il meno votato al televoto sarà infatti il primo nominato della puntata successiva.
- Giorno 17: Tommaso, Massimiliano e Myriam lasciano il Cucurio e ritornano nella casa.
- Giorno 19: Viene annullato il televoto che vedeva contrapposti sette concorrenti a causa di un provvedimento disciplinare nei confronti di un concorrente. Viene quindi decretata l'espulsione dal gioco di Denis a causa di una bestemmia. Maria Teresa e Guenda vengono divise e diventano concorrenti singole. Durante la puntata acquisiscono l'immunità Massimiliano ed Enock, ai quali viene poi fatto credere di doverne assegnare un'altra, e i due scelgono Matilde; a quest'ultima il Grande Fratello impone di toglierla ad uno dei due uomini e lei la sottrae ad Enock; come detto l'immunità assegnata alla concorrente non era reale, dunque rimane immune il solo Massimiliano.
- Giorno 29: Durante la puntata viene effettuata una catena di salvataggio. Guenda e Massimiliano, gli esclusi dalla catena, devono trasferirsi per una notte nel Cucurio; ai due viene inoltre chiesto di scegliere un concorrente con cui vogliono passare la notte: optano rispettivamente per Elisabetta e Adua, che si trasferiscono così anche loro nel Cucurio. Tra i nominati della puntata non è prevista un'eliminazione: il meno votato al televoto sarà infatti il primo nominato della puntata successiva.
- Giorno 31: Adua, Elisabetta, Guenda e Massimiliano lasciano il Cucurio e ritornano nella casa.
- Giorno 36: Venendo incontro ad una sua richiesta, il Grande Fratello cambia il nome con cui Adua Del Vesco gareggia: diventa così Rosalinda Cannavò, nome di battesimo della concorrente. Tra i nominati della puntata non è prevista un'eliminazione: il meno votato al televoto sarà infatti il primo nominato della puntata successiva.
- Giorno 40: Alfonso Signorini annuncia che il prossimo televoto resterà aperto per una settimana, pertanto non verrà chiuso nella prossima puntata, ma nella puntata del 30 ottobre, ovvero durante il giorno 47.
- Giorno 43: Alfonso Signorini comunica ai concorrenti dei falsi dati relativi all'esito della nomination, annunciando l'eliminazione di Stefania. Successivamente però lo stesso Signorini comunica ai concorrenti che si tratta di uno scherzo, comunicando che il televoto è ancora attivo. Invece di effettuare le nomination (dal momento che il televoto è ancora attivo), vengono effettuate delle votazioni con la possibilità di influenzare l'esito del televoto. Infatti i concorrenti ancora in gioco devono fare il nome di un concorrente ancora in nomination che vogliono salvare, facendo un richiamo alla propria fanbase. Nella casa sarebbero dovuti entrare anche Giulia Salemi, Selvaggia Roma e Stefano Bettarini, ma, a causa dell'esito positivo del test COVID-19 di Selvaggia Roma, la loro entrata viene posticipata a data da destinarsi.
- Giorno 47: Durante il pomeriggio, dopo essere stato avvisato dal Grande Fratello, Andrea abbandona momentaneamente la casa per motivi familiari. Dopo 42 giorni di rinvio, Paolo Brosio entra nella casa ufficialmente come nuovo concorrente. Tra i nominati della puntata non è prevista un'eliminazione: i due concorrenti meno votati al televoto saranno infatti i primi nominati della puntata successiva.
- Giorno 48: Durante la mattina del 31 ottobre, Andrea rientra nella casa.
- Giorno 50: Per aver rivelato all'interno della casa alcuni dettagli esterni, il Grande Fratello prende un provvedimento disciplinare per Paolo, il quale va direttamente al televoto. Alfonso Signorini annuncia che il prossimo televoto resterà aperto per una settimana, pertanto non verrà chiuso nella prossima puntata, ma nella puntata del 9 novembre, ovvero durante il giorno 57.
- Giorno 53: Viene annullato il televoto che vedeva contrapposti cinque concorrenti a causa di un provvedimento disciplinare nei confronti di un concorrente.
- Giorno 54: Per aver anche lui rivelato alcuni dettagli esterni all'interno della casa, il Grande Fratello prende un provvedimento disciplinare per Andrea, il quale va direttamente al televoto insieme ai nominati della precedente nomination in un nuovo televoto. Stefano Bettarini e Giulia Salemi entrano nella casa come nuovi concorrenti.
- Giorno 57: Viene decretata l'espulsione dal gioco di Stefano a causa di una bestemmia. Tra i nominati della puntata non è prevista un'eliminazione: il meno votato al televoto sarà infatti il primo nominato della puntata successiva.
- Giorno 61: Selvaggia Roma entra nella casa come nuova concorrente.
- Giorno 64: Giacomo Urtis entra nella casa in veste di ospite speciale. Tra i nominati della puntata non è prevista un'eliminazione: il meno votato al televoto sarà infatti il primo nominato della puntata successiva. Attraverso Alfonso Signorini, viene chiesto ai due opinionisti di scegliere ciascuno un concorrente da mandare nel Cucurio: Antonella Elia sceglie Pierpaolo e Pupo Selvaggia. I due quindi si trasferiscono nel Cucurio.
- Giorno 66: Pierpaolo e Selvaggia lasciano il Cucurio e ritornano nella casa.
- Giorno 78: Cristiano Malgioglio entra nella casa come nuovo concorrente, ma ai concorrenti viene fatto credere che resterà nella casa in veste di ospite speciale. Il Grande Fratello informa i concorrenti della scomparsa di Diego Armando Maradona attraverso spezzoni presi da un servizio del TG5. Per l'ottava volta la realtà è entrata a far parte del reality.[105] Tra i nominati della puntata non è prevista un'eliminazione: il più votato al televoto riceverà l'immunità per la prossima nomination.
- Giorno 82: A seguito del prolungamento di oltre due mesi del programma, il Grande Fratello ha offerto la possibilità ai concorrenti di decidere se abbandonare immediatamente il gioco o di continuare e di restare nella casa. Tutti decidono di rimanere eccetto Francesco Oppini, che si ritira ufficialmente dal gioco, ed Elisabetta Gregoraci, che comunque resterà nella casa fino alla prossima puntata. Dopo essere entrato come ospite, Giacomo Urtis resta nella Casa come un concorrente ufficiale. Tra i nominati della puntata non è prevista un'eliminazione: il più votato al televoto riceverà l'immunità per la prossima nomination mentre il meno votato sarà il primo nominato della puntata successiva.
- Giorno 85: Elisabetta conferma la propria decisione e si ritira ufficialmente dal gioco.
- Giorno 89: Filippo Nardi, Samantha de Grenet e Sonia Lorenzini entrano nella casa come nuovi concorrenti. Tra i nominati della puntata non è prevista un'eliminazione: il meno votato sarà il primo nominato della puntata successiva.
- Giorno 96: Viene decretata l'espulsione di Filippo a seguito delle ripetute frasi sessiste rivolte ad alcune inquiline della casa. Andrea Zenga, Carlotta Dell'Isola, Cecilia Capriotti e Mario Ermito entrano nella casa come nuovi concorrenti. Tra i nominati della puntata non è prevista un'eliminazione: il meno votato sarà il primo nominato della puntata successiva.
- Giorno 106: Alfonso Signorini annuncia che il prossimo televoto resterà aperto per una settimana, pertanto non verrà chiuso nella prossima puntata, ma nella puntata del 4 gennaio, ovvero durante il Giorno 113.
- Giorno 110: La squadra rossa (Giacomo, Giulia, Maria Teresa, Mario, Pierpaolo, Rosalinda e Samantha) si trasferisce nel Cucurio dopo aver perso una sfida alla meglio di quattro prove svoltasi durante la puntata speciale di Capodanno "GF VIP - Happy New Year".
- Giorno 112: Giacomo, Giulia, Maria Teresa, Mario, Pierpaolo, Rosalinda e Samantha lasciano il Cucurio e ritornano nella casa.
- Giorno 138: Alda D'Eusanio entra nella casa come nuova concorrente.
- Giorno 141: A seguito di un provvedimento disciplinare, Alda viene mandata ad un televoto flash dove viene chiesto al pubblico se vuole salvarla oppure no. Tra i nominati della puntata non è prevista un'eliminazione: il meno votato al televoto sarà infatti il primo nominato della puntata successiva.
- Giorno 143: Attraverso il fratello maggiore Juliano, Dayane viene informata della prematura scomparsa del fratello minore Lucas, avvenuta la sera precedente a seguito di un incidente stradale in Brasile. La concorrente viene fatta uscire temporaneamente dalla casa per essere informata dell'evento, ma poco dopo decide di rientrare e continuare il gioco.
- Giorno 146: A causa di un provvedimento disciplinare dovuto ad affermazioni gravissime e infondate su Laura Pausini, Alda viene espulsa d'ufficio e deve lasciare immediatamente la Casa, Cristiano Malgioglio ne esce sconfitto.
- Giorno 166: Ad alcune ore dalla messa in onda della semifinale, il Grande Fratello chiede, a quei concorrenti che sono entrati in gioco durante la prima settimana del programma, di aprire le proprie buste per scoprire quali tra esse conteneva il biglietto che consentiva ad un solo concorrente di rientrare in gioco. Il fortunato possessore del biglietto di ritorno si rivela essere Pierpaolo. Nel corso della puntata sono stati festeggiati i compleanni di Dayane Mello, Matilde Brandi, Cecilia Capriotti e Sonia Lorenzini, tutte nate il 27 febbraio.
- Giorno 169: La serata finale di questo GFVIP si apre con una sigla a tema Ritorno al futuro con protagonisti il conduttore Alfonso Signorini, gli opinionisti Antonella Elia e Pupo con gli ex partecipanti del programma. Dopo una serie di sorprese per i finalisti, il conduttore annuncia il primo verdetto che vede come eliminato della serata Andrea, il quale ha perso il televoto settimanale contro Tommaso. Arrivati a questo punto, la prima finalista eletta, Dayane Mello, deve scegliere uno tra i 3 finalisti in gara da portare con sé al televoto. La giovane brasiliana sceglie di portare al televoto Pierpaolo, il quale ne esce vittorioso sconfiggendo Dayane che si classifica quarta. Pierpaolo, ormai piazzato sul podio, lascia spazio alla seconda sfida della serata che vede coinvolti Tommaso e Stefania, la quale ne esce sconfitta con il 67% dei voti e si classifica al terzo posto. L'ultimo televoto della quinta edizione vede coinvolti i due vincitori delle sfide precedenti, Pierpaolo e Tommaso. Prima di sapere l'esito del televoto, come da tradizione, i due finalisti spengono le luci della casa e si dirigono verso lo studio dove il conduttore proclama il vincitore di questa edizione. A trionfare è Tommaso Zorzi con il 68% dei voti[5], sconfiggendo il 32% di Pierpaolo Pretelli[6].

## Ascolti
| Puntata           | Messa in onda     | Telespettatori | Share  | Ospiti                                                                                |
| ----------------- | ----------------- | -------------- | ------ | ------------------------------------------------------------------------------------- |
| 1                 | 14 settembre 2020 | 2 833 000      | 18,99% | –                                                                                     |
| 2                 | 18 settembre 2020 | 2 440 000      | 14,77% | Alba Parietti                                                                         |
| 3                 | 21 settembre 2020 | 3 000 000      | 18,10% | Mario Balotelli, Amedeo Goria                                                         |
| 4                 | 25 settembre 2020 | 2 877 000      | 16,76% | Gabriel Garko                                                                         |
| 5                 | 28 settembre 2020 | 3 130 000      | 19,76% | –                                                                                     |
| 6                 | 2 ottobre 2020    | 3 037 000      | 18,17% | –                                                                                     |
| 7                 | 5 ottobre 2020    | 3 390 000      | 20,56% | –                                                                                     |
| 8                 | 9 ottobre 2020    | 2 754 000      | 16,53% | Daniela Del Secco d'Aragona                                                           |
| 9                 | 12 ottobre 2020   | 3 120 000      | 18,73% | Mario Balotelli, Simone Gianlorenzi                                                   |
| 10                | 16 ottobre 2020   | 3 039 000      | 17,40% | –                                                                                     |
| 11                | 19 ottobre 2020   | 3 429 000      | 20,66% | Antonio Zequila                                                                       |
| 12                | 23 ottobre 2020   | 3 398 000      | 19,24% | Alice Fabbrica, Mario Balotelli                                                       |
| 13                | 26 ottobre 2020   | 3 114 000      | 19,15% | –                                                                                     |
| 14                | 30 ottobre 2020   | 3 188 000      | 18,70% | Amedeo Goria, Alba Parietti                                                           |
| 15                | 2 novembre 2020   | 3 279 000      | 19,35% | Barbara D'Urso                                                                        |
| 16                | 6 novembre 2020   | 3 379 000      | 18,69% | –                                                                                     |
| 17                | 9 novembre 2020   | 3 485 000      | 20,10% | Alba Parietti, Giada De Blanck                                                        |
| 18                | 13 novembre 2020  | 3 150 000      | 17,70% | –                                                                                     |
| 19                | 16 novembre 2020  | 3 501 000      | 19,65% | –                                                                                     |
| 20                | 20 novembre 2020  | 3 566 000      | 19,70% | –                                                                                     |
| 21                | 23 novembre 2020  | 3 497 000      | 20,20% | Giada De Blanck                                                                       |
| 22                | 30 novembre 2020  | 3 560 000      | 20,50% | –                                                                                     |
| 23                | 4 dicembre 2020   | 3 369 000      | 18,52% | –                                                                                     |
| 24                | 7 dicembre 2020   | 3 649 000      | 19,82% | –                                                                                     |
| 25                | 11 dicembre 2020  | 3 184 000      | 17,30% | Iva Zanicchi                                                                          |
| 26                | 14 dicembre 2020  | 3 356 000      | 19,98% | Ariadna Romero                                                                        |
| 27                | 18 dicembre 2020  | 3 379 000      | 18,70% | –                                                                                     |
| 28                | 21 dicembre 2020  | 3 383 000      | 20,60% | Arisa, Alberto Urso, Gaia Zorzi                                                       |
| 29                | 28 dicembre 2020  | 3 663 000      | 20,20% | Maria De Filippi, Natalia Paragoni                                                    |
| 30 Happy New Year | 31 dicembre 2020  | 2 899 000      | 12,90% | Rita Rusić, Valeria Marini, Ada Alberti, The Kolors                                   |
| 31                | 4 gennaio 2021    | 3 491 000      | 19,60% | –                                                                                     |
| 32                | 11 gennaio 2021   | 3 290 000      | 19,60% | Roberta Termali                                                                       |
| 33                | 18 gennaio 2021   | 3 215 000      | 19,00% | Andrea Pucci                                                                          |
| 34                | 25 gennaio 2021   | 3 393 000      | 19,50% | –                                                                                     |
| 35                | 29 gennaio 2021   | 3 232 000      | 18,20% | Alba Parietti, Walter Zenga                                                           |
| 36                | 1º febbraio 2021  | 3 432 000      | 20,30% | Fariba Tehrani                                                                        |
| 37                | 5 febbraio 2021   | 2 965 000      | 16,80% | –                                                                                     |
| 38                | 8 febbraio 2021   | 3 692 000      | 21,20% | Francesco Baccini                                                                     |
| 39                | 12 febbraio 2021  | 3 264 000      | 17,70% | Ariadna Romero, Walter Zenga                                                          |
| 40                | 15 febbraio 2021  | 3 483 000      | 20,00% | –                                                                                     |
| 41                | 19 febbraio 2021  | 3 491 000      | 19,00% | Giada De Blanck                                                                       |
| 42                | 22 febbraio 2021  | 3 572 000      | 20,68% | Roberta Termali                                                                       |
| Semifinale        | 26 febbraio 2021  | 3 593 000      | 19,30% | –                                                                                     |
| Finale            | 1º marzo 2021     | 4 298 000      | 25,40% | Ariadna Romero, Natalia Paragoni, Armanda Frassinetti, Gaia Zorzi, Simone Gianlorenzi |
| Media             | Media             | 3 306 000      | 19,04% |                                                                                       |

- Nota 1: La première risulta essere la meno vista nella storia del programma, sia in valori assoluti che in share. Il record negativo in valori assoluti lo deteneva la terza edizione VIP, con 3 341 000 spettatori, mentre quello in share era detenuto dalla quattordicesima edizione della versione classica, con il 19,21%.
- Nota 2: La puntata del 31 dicembre ha fatto registrare ascolti assai modesti sia in termini di telespettatori che di share, venendo ampiamente battuta dal Capodanno di Rai 1 (L'anno che verrà ha ottenuto 8 152 000 telespettatori e il 33,9% di share).

### Ascolti giornalieri
Canale 5
In questa tabella sono indicati i risultati in termini di ascolto della striscia quotidiana andata in onda dal lunedì al venerdì su Canale 5 tra le 16:15 e le 16:35.

| Canale 5          | Settimana 1      | Settimana 2      | Settimana 3      | Settimana 4      | Settimana 5      | Settimana 6      | Settimana 7      | Settimana 8      | Settimana 9      | Settimana 10     | Settimana 11     | Settimana 12     | Settimana 13     | Settimana 14     | Settimana 15     | Settimana 16     | Settimana 17     | Settimana 18     | Settimana 19     | Settimana 20     | Settimana 21     | Settimana 22     | Settimana 23     | Settimana 24     |
| ----------------- | ---------------- | ---------------- | ---------------- | ---------------- | ---------------- | ---------------- | ---------------- | ---------------- | ---------------- | ---------------- | ---------------- | ---------------- | ---------------- | ---------------- | ---------------- | ---------------- | ---------------- | ---------------- | ---------------- | ---------------- | ---------------- | ---------------- | ---------------- | ---------------- |
| Martedì           | 1 718 000 16,2%  | 1 991 000 19,1%  | 1 842 000 18,4%  | 1 980 000 18,4%  | 1 992 000 18%    | 2 027 000 17,3%  | 2 103 000 18,14% | 2 185 000 18,4%  | 2 151 000 18,5%  | 2 396 000 18,9%  | 2 257 000 18%    | 2 313 000 18,2%  | 2 008 000 12%    | 2 031 000 17,5%  | 1 932 000 17%    | 1 430 000 10,8%  | 1 337 000 9,7%   | 2 104 000 17,4%  | 2 167 000 17,2%  | 2 250 000 18,2%  | 1 872 000 15,8%  | 2 105 000 16,8%  | 2 241 000 17,9%  | 2 063 000 19,3%  |
| Mercoledì         | 1 684 000 15,55% | 2 025 000 18,45% | 2 095 000 19,6%  | 2 009 000 17,3%  | 2 087 000 18%    | 1 872 000 15,9%  | 2 894 000 18,4%  | 2 081 000 18,2%  | 2 174 000 17,8%  | 2 304 000 19,4%  | 2 286 000 18,7%  | 2 363 000 18,1%  | 2 290 000 18,4%  | 2 063 000 17,8%  | 1 334 000 12%    | 1 385 000 10,8%  | 1 243 000 6,9%   | 1 961 000 15,9%  | 2 107 000 16,1%  | 2 273 000 19%    | 2 175 000 17,3%  | 2 263 000 18,1%  | 2 248 000 18,7%  | 2 140 000 20,5%  |
| Giovedì           | 1 837 000 17,2%  | 1 965 000 18,1%  | 1 993 000 19,2%  | 1 746 000 16,5%  | 2 076 000 16%    | 1 993 000 16,3%  | 2 106 000 18,7%  | 1 971 000 17%    | 2 289 000 19%    | 2 162 000 18%    | 2 304 000 19,1%  | 2 418 000 20%    | 2 118 000 17,7%  | 2 029 000 17,9%  | 1 484 000 9,6%   | 1 222 000 8,1%   | 1 845 000 15%    | 2 088 000 17,3%  | 2 141 000 16,7%  | 2 228 000 19%    | 2 031 000 17,7%  | 1 879 000 16,9%  | 2 027 000 17,2%  | 2 030 000 19,4%  |
| Venerdì           | 1 646 000 15,6%  | 1 885 000 16,1%  | 2 108 000 18,52% | 1 814 000 16,9%  | 2 142 000 17,7%  | 2 149 000 17,1%  | 2 723 000 21,8%  | 2 064 000 17,4%  | 2 194 000 17,8%  | 2 214 000 17%    | 2 039 000 16,56% | 2 101 000 17,1%  | 1 979 000 16,1%  | 2 199 000 19,4%  | non in onda      | non in onda      | 1 638 000 13,8%  | 1 998 000 15,8%  | 2 147 000 16,1%  | 2 219 000 17,9%  | 2 239 000 19,7%  | 1 893 000 15,2%  | 2 090 000 18,4%  | 2 018 000 19,4%  |
| Lunedì            | 1 945 000 17,5%  | 2 042 000 18,75% | 2 100 000 18,2%  | 2 212 000 19,2%  | 2 258 000 20,8%  | 2 315 000 18,9%  | 2 170 000 18,2%  | 2 185 000 18,2%  | 2 427 000 18,23% | 2 254 000 18,1%  | 2 171 000 18,6%  | 1 963 000 15,3%  | 2 016 000 17,7%  | 2 111 000 18,5%  | 1 769 000 12,1%  | 1 329 000 10,4%  | 2 101 000 17,3%  | 2 529 000 20,3%  | 2 639 000 20,4%  | 2 350 000 18,9%  | 2 489 000 19,9%  | 2 382 000 18,7%  | 2 253 000 19,86% | 2 167 000 19,59% |
| Media Settimanale | 1 226 000 16,8%  | 2 101 000 18,9%  | 2 106 000 18,2%  | 1 183 000 17,28% | 2 247 000 18,27% | 2 873 000 17,4%  | 2 158 000 17,92% | 1 876 000 17,63% | 2 143 000 18,4%  | 2 248 000 17,96% | 2 143 000 18,3%  | 1 768 000 16,93% | 2 124 000 16,38% | 2 147 000 17,95% | 2 426 000 13,6%  | 1 259 000 9,88%  | 1 067 000 16,95% | 2 186 000 16,98% | 1 687 000 17,56% | 2 226 000 17,93% | 2 136 000 18,77% | 2 278 000 17,91% | 2 191 000 18,6%  | 2 158 000 19,3%  |
| Media Finale      | 2 147 000 18,92% | 2 147 000 18,92% | 2 147 000 18,92% | 2 147 000 18,92% | 2 147 000 18,92% | 2 147 000 18,92% | 2 147 000 18,92% | 2 147 000 18,92% | 2 147 000 18,92% | 2 147 000 18,92% | 2 147 000 18,92% | 2 147 000 18,92% | 2 147 000 18,92% | 2 147 000 18,92% | 2 147 000 18,92% | 2 147 000 18,92% | 2 147 000 18,92% | 2 147 000 18,92% | 2 147 000 18,92% | 2 147 000 18,92% | 2 147 000 18,92% | 2 147 000 18,92% | 2 147 000 18,92% | 2 147 000 18,92% |

Italia 1
In questa tabella sono indicati i risultati in termini di ascolto della striscia quotidiana andata in onda dal lunedì al venerdì su Italia 1 alle 13:00.

| Italia 1          | Settimana 1     | Settimana 2   | Settimana 3     | Settimana 4   | Settimana 5   | Settimana 6   | Settimana 7     | Settimana 8   | Settimana 9   | Settimana 10  | Settimana 11  | Settimana 12  | Settimana 13   | Settimana 14  | Settimana 15  | Settimana 16   | Settimana 17   | Settimana 18  | Settimana 19   | Settimana 20  | Settimana 21  | Settimana 22  | Settimana 23  | Settimana 24  |
| ----------------- | --------------- | ------------- | --------------- | ------------- | ------------- | ------------- | --------------- | ------------- | ------------- | ------------- | ------------- | ------------- | -------------- | ------------- | ------------- | -------------- | -------------- | ------------- | -------------- | ------------- | ------------- | ------------- | ------------- | ------------- |
| Martedì           | non in onda     | 964 000 6,7%  | 895 000 6,7%    | 890 000 6,5%  | 841 000 6,13% | 780 000 5,6%  | 1 007 000 6,83% | 757 000 5,1%  | 763 000 5,2%  | 926 000 5,4%  | 833 000 5,4%  | 853 000 5,6%  | 1 002 000 5,5% | 917 000 6,4%  | 775 000 5,6%  | 983 000 5,8%   | 1 017 000 5,8% | 848 000 5,6%  | 1 026 000 5,2% | 840 000 5,5%  | 894 000 6,1%  | 884 000 5,9%  | 838 000 5,6%  | 805 000 5,6%  |
| Mercoledì         | 1 057 000 7,92% | 948 000 6,72% | 846 000 6,2%    | 772 000 5,5%  | 815 000 5,8%  | 752 000 5,4%  | 919 000 6,4%    | 805 000 5,1%  | 854 000 5,6%  | 764 000 5%    | 934 000 6,4%  | 952 000 6,1%  | 957 000 6,4%   | 725 000 5,3%  | 786 000 5,5%  | 923 000 5,6%   | 1 081 000 5,9% | 792 000 5,5%  | 813 000 5,4%   | 768 000 5,2%  | 738 000 5,1%  | 763 000 5,1%  | 991 000 6,6%  | 732 000 5,3%  |
| Giovedì           | 882 000 6,6%    | 920 000 6,6%  | 889 000 6,7%    | 742 000 5,7%  | 848 000 5,7%  | 866 000 6,2%  | 925 000 6,4%    | 954 000 6,1%  | 817 000 5,3%  | 827 000 5,5%  | 884 000 6,1%  | 856 000 5,7%  | 942 000 6,3%   | 815 000 5,8%  | 1 044 000 6%  | 523 000 3,1%   | 896 000 5,8%   | 754 000 5,3%  | 856 000 5,7%   | 849 000 6%    | 831 000 5,8%  | 766 000 5,4%  | 773 000 7,3%  | 888 000 6,6%  |
| Venerdì           | 894 000 6,7%    | 1012000 7,2%  | 879 000 6,29%   | 796 000 5,9%  | 754 000 5,4%  | 813 000 5,6%  | 864 000 6,1%    | 835 000 5,5%  | 792 000 5,2%  | 962 000 6,1%  | 853 000 5,64% | 757 000 5,14% | 827 000 5,7%   | 837 000 5,9%  | 902 000 5,8%  | non in onda    | 847 000 5,9%   | 784 000 5,3%  | 906 000 6%     | 860 000 5,8%  | 736 000 5,3%  | 802 000 5,6%  | 783 000 5,5%  | 628 000 4,6%  |
| Lunedì            | 1 034 000 7,3%  | 973 000 6,78% | 903 000 6,6%    | 826 000 5,8%  | 906 000 6,7%  | 783 000 5,2%  | 720 000 4,6%    | 886 000 5,8%  | 832 000 5,24% | 838 000 5,5%  | 812 000 5,5%  | 893 000 5,4%  | 806 000 5,6%   | 731 000 5,1%  | 931 000 5,4%  | 1 084 000 6,5% | 885 000 5,8%   | 735 000 4,8%  | 830 000 5,4%   | 860 000 5,8%  | 816 000 5,4%  | 814 000 5,3%  | 627 000 4,46% | 842 000 5,8%  |
| Media Settimanale | 884 000 6,94%   | 813 000 6,34% | 7 124 000 5,92% | 781 000 5,5%  | 822 000 6,7%  | 783 000 5,7%  | 756 000 4,88%   | 827 000 4,96% | 747 000 5%    | 824 000 4,87% | 818 000 4,93% | 798 000 4,88% | 802 000 5,3%   | 724 000 4,97% | 922 000 4,86% | 230 000 5,17%  | 812 000 4,78%  | 716 000 4,93% | 722 000 4,83%  | 816 000 4,96% | 728 000 4,87% | 765 000 4,78% | 761 000 5,2%  | 771 000 4,98% |
| Media Finale      | 857 000 4,96%   | 857 000 4,96% | 857 000 4,96%   | 857 000 4,96% | 857 000 4,96% | 857 000 4,96% | 857 000 4,96%   | 857 000 4,96% | 857 000 4,96% | 857 000 4,96% | 857 000 4,96% | 857 000 4,96% | 857 000 4,96%  | 857 000 4,96% | 857 000 4,96% | 857 000 4,96%  | 857 000 4,96%  | 857 000 4,96% | 857 000 4,96%  | 857 000 4,96% | 857 000 4,96% | 857 000 4,96% | 857 000 4,96% | 857 000 4,96% |

Italia 1
In questa tabella sono indicati i risultati in termini di ascolto della striscia quotidiana andata in onda dal lunedì al venerdì su Italia 1 alle 18:00.

| Italia 1          | Settimana 1   | Settimana 2   | Settimana 3   | Settimana 4   | Settimana 5   | Settimana 6   | Settimana 7   | Settimana 8   | Settimana 9   | Settimana 10  | Settimana 11  | Settimana 12  | Settimana 13  | Settimana 14  | Settimana 15  | Settimana 16     | Settimana 17  | Settimana 18  | Settimana 19  | Settimana 20  | Settimana 21  | Settimana 22  | Settimana 23  | Settimana 24  |
| ----------------- | ------------- | ------------- | ------------- | ------------- | ------------- | ------------- | ------------- | ------------- | ------------- | ------------- | ------------- | ------------- | ------------- | ------------- | ------------- | ---------------- | ------------- | ------------- | ------------- | ------------- | ------------- | ------------- | ------------- | ------------- |
| Martedì           | 259 000 2,7%  | 275 000 2,42% | 253 000 2,4%  | 274 000 2,4%  | 292 000 2,5%  | 234 000 1,9%  | 262 000 1,76% | 419 000 2,6%  | 315 000 2%    | 350 000 2,1%  | 334 000 2,1%  | 384 000 2,4%  | 374 000 2%    | 273 000 1,9%  | 331 000 2,3%  | 374 000 2,3%     | 459 000 2,7%  | 312 000 2%    | 301 000 1,9%  | 290 000 1,9%  | 295 000 2%    | 275 000 1,8%  | 296 000 2%    | 204 000 1,5%  |
| Mercoledì         | 305 000 3,14% | 265 000 2,43% | 204 000 1,9%  | 302 000 2,5%  | 279 000 2,3%  | 305 000 2,5%  | 346 000 2,3%  | 365 000 2,3%  | 363 000 2,3%  | 311 000 2%    | 341 000 2,1%  | 332 000 2%    | 380 000 2,4%  | 329 000 2,3%  | 362 000 2,6%  | 391 000 2,5%     | 440 000 2,2%  | 273 000 1,7%  | 371 000 2,2%  | 284 000 1,8%  | 265 000 1,8%  | 252 000 1,7%  | 253 000 1,7%  | 308 000 2,3%  |
| Giovedì           | 249 000 2,6%  | 235 000 2,2%  | 288 000 2,5%  | 247 000 2,3%  | 310 000 2,4%  | 341 000 2,72% | 462 000 3,1%  | 387 000 2,6%  | 280 000 2,5%  | 361 000 2,3%  | 414 000 2,6%  | 391 000 2,5%  | 397 000 2,7%  | 274 000 1,9%  | 689 000 4,1%  | 2 068 000 12,85% | 381 000 2,4%  | 239 000 1,5%  | 370 000 2,4%  | 310 000 2%    | 218 000 1,5%  | 306 000 2,1%  | 362 000 2,5%  | 243 000 1,9%  |
| Venerdì           | 335 000 3,5%  | 274 000 2,3%  | 249 000 2,19% | 227 000 2%    | 296 000 2,4%  | 366 000 2,7%  | 372 000 2,5%  | 384 000 2,4%  | 333 000 2%    | 386 000 2,4%  | 374 000 2,41% | 313 000 1,96% | 346 000 2,2%  | 316 000 2,2%  | non in onda   | non in onda      | 365 000 2,4%  | 254 000 1,6%  | 388 000 2,3%  | 278 000 1,8%  | 341000 2.3%   | 311 000 2%    | 269 000 1,9%  | 252 000 1,9%  |
| Lunedì            | 315 000 2,7%  | 330 000 2,89% | 259 000 2,2%  | 250 000 2,1%  | 266 000 2,2%  | 365 000 2,3%  | 429 000 2,7%  | 406 000 2,5%  | 387 000 2,3%  | 393 000 2,4%  | 324 000 2,1%  | 371 000 2,2%  | 437 000 2,9%  | 279 000 2%    | 550 000 3,2%  | 507 000 3,2%     | 385 000 2,4%  | 315 000 1,9%  | 278 000 1,8%  | 313 000 2,1%  | 281 000 1,9%  | 323 000 2,1%  | 283 000 1,98% | 398 000 2,9%  |
| Media Settimanale | 228 000 2,7%  | 224 000 2,2%  | 213 000 1,87% | 213 000 1,94% | 247 000 1,88% | 333 000 1,97% | 347 000 2,1%  | 401 000 1,94% | 346 000 1,87% | 286 000 1,68% | 311 000 1,57% | 308 000 1,72% | 312 000 1,89% | 218 000 1,96% | 524 000 3,7%  | 497 000 2,94%    | 343 000 1,91% | 219 000 1,2%  | 243 000 1,78% | 206 000 1,23% | 210 000 1%    | 312 000 1,87% | 251 000 1,76% | 237 000 1,96% |
| Media Finale      | 267 000 2,78% | 267 000 2,78% | 267 000 2,78% | 267 000 2,78% | 267 000 2,78% | 267 000 2,78% | 267 000 2,78% | 267 000 2,78% | 267 000 2,78% | 267 000 2,78% | 267 000 2,78% | 267 000 2,78% | 267 000 2,78% | 267 000 2,78% | 267 000 2,78% | 267 000 2,78%    | 267 000 2,78% | 267 000 2,78% | 267 000 2,78% | 267 000 2,78% | 267 000 2,78% | 267 000 2,78% | 267 000 2,78% | 267 000 2,78% |